# Fontaine-Lavaganne
Pour les articles homonymes, voir Fontaine.
Fontaine-Lavaganne est une commune française située dans le département de l'Oise en région Hauts-de-France.

## Géographie

### Description
Fontaine-Lavaganne est un village du Beauvaisis, dans le Plateau picard et  l'Oise, jouxtant au nord Marseille-en-Beauvaisis et situé à 21 km à vol d'oiseau au nord-ouest de Beauvais, également 21 km au nord-est de Gournay-en-Bray, 8 km au sud de Grandvilliers et 41 km au sud-ouest d'Amiens.
Il est desservi par le tracé initial de l'ancienne route nationale 1 (actuelle RD 901).
En 1833, Louis Graves indiquait que le territoire communal est traversé par « deux ravins courant du Nord au Midi (...) et se réunisssent au dessous du chef-lieu qui est à peu près au centre de la commune ».

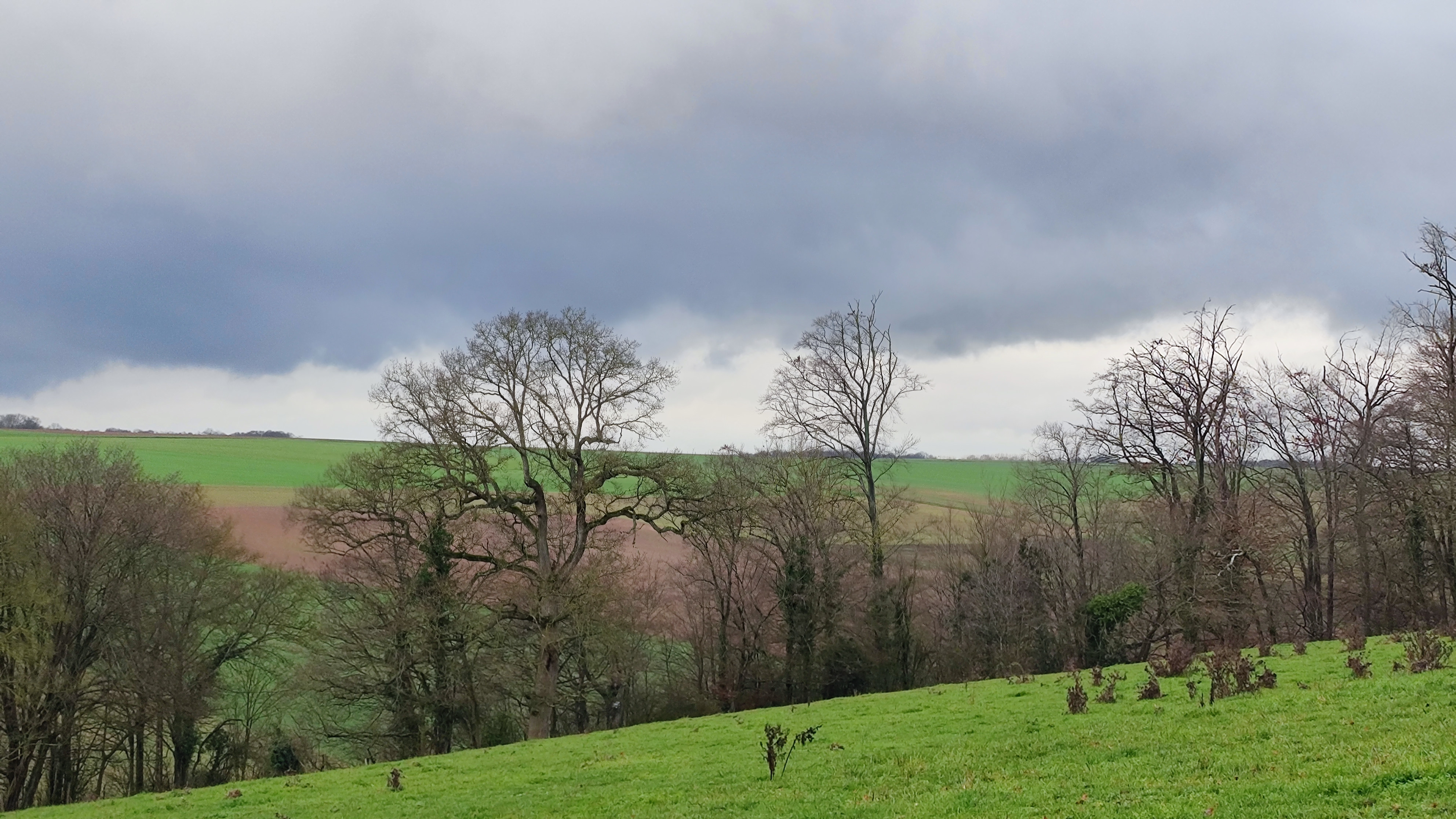
Vallée vers Haute-Fontaine.

### Communes limitrophes
| Saint-Maur |                         | Gaudechart |
| Roy-Boissy | Fontaine-Lavaganne      | Rothois    |
|            | Marseille-en-Beauvaisis |            |

### Géologie et relief
Le territoire communal est structuré par : 
- Un plateau qui culmine autour de 170-180 mètres d'altitude, entaillée par l'érosion,
- Un vallon principal orienté nord-est sud-ouest à 125-130 mètres d'altitude, avec pente forte sur l'est orientée ouest.
- Un vallon sec dissymétrique orienté nord-ouest sud-est à l'altitude d'environ 125 mètres, avec pente forte orientée sud ouest.

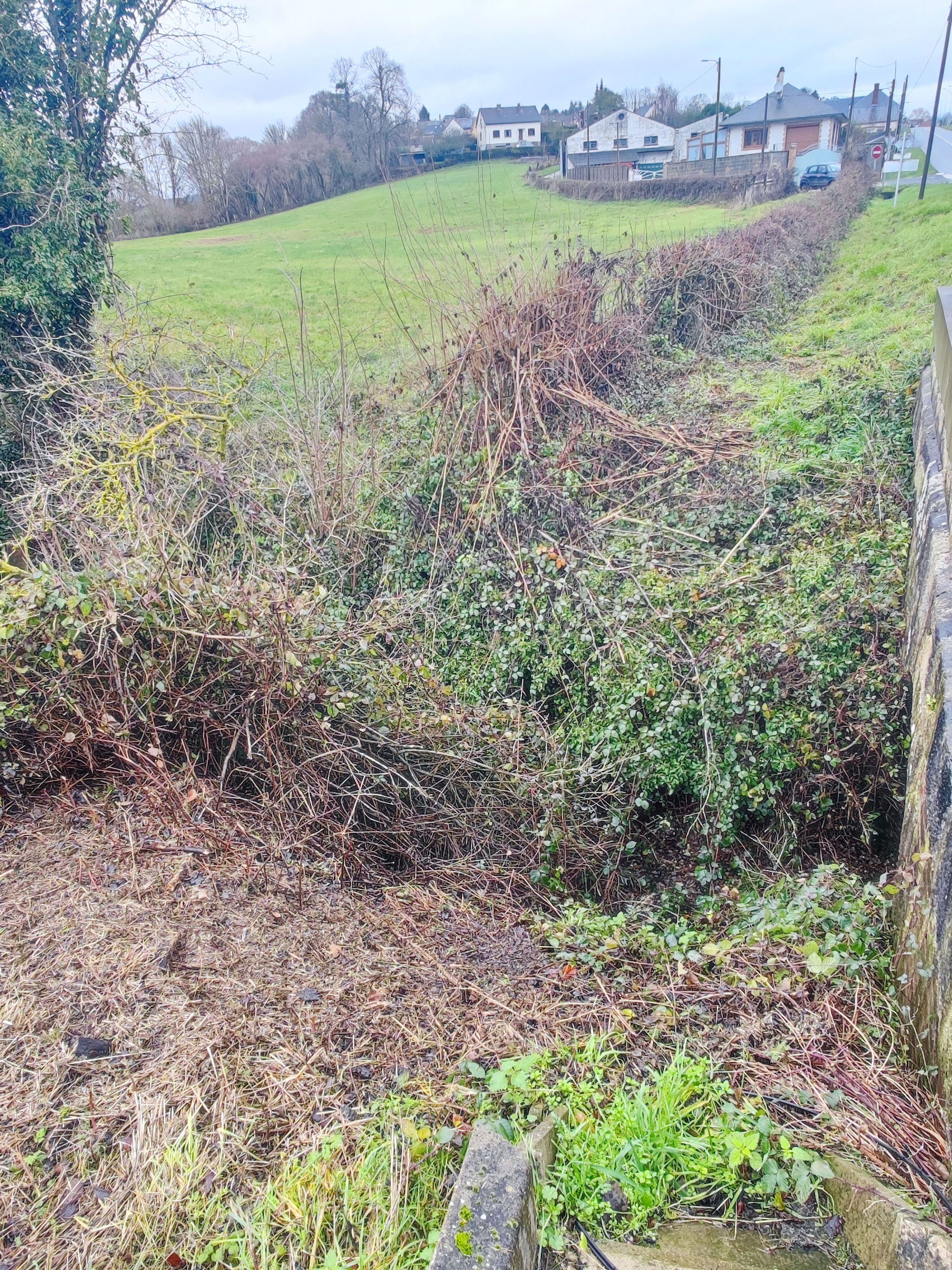
Le Ru de l'Herboval dans les broussailles, près de la route nationale.

Le village s'est implanté sur un éperon qui surplombe la convergence des deux vallons, position défensive importante qui est à l'origine de l'implantation du château. .

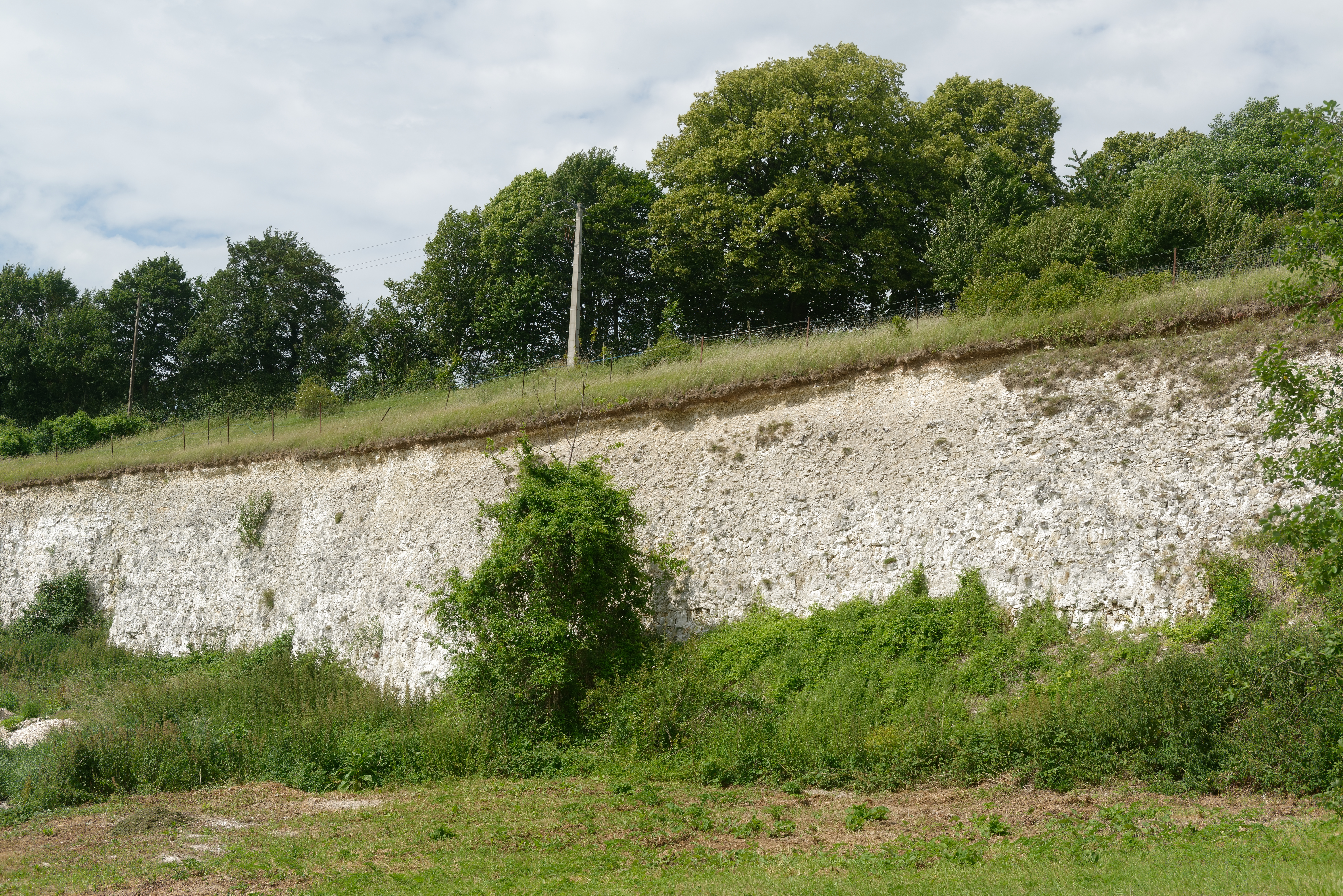
La commune est implantée sur un plateau crayeux.

### Hydrographie

#### Réseau hydrographique
La commune est située dans le bassin Seine-Normandie. Elle est drainée par le ru de l'Herboval,.

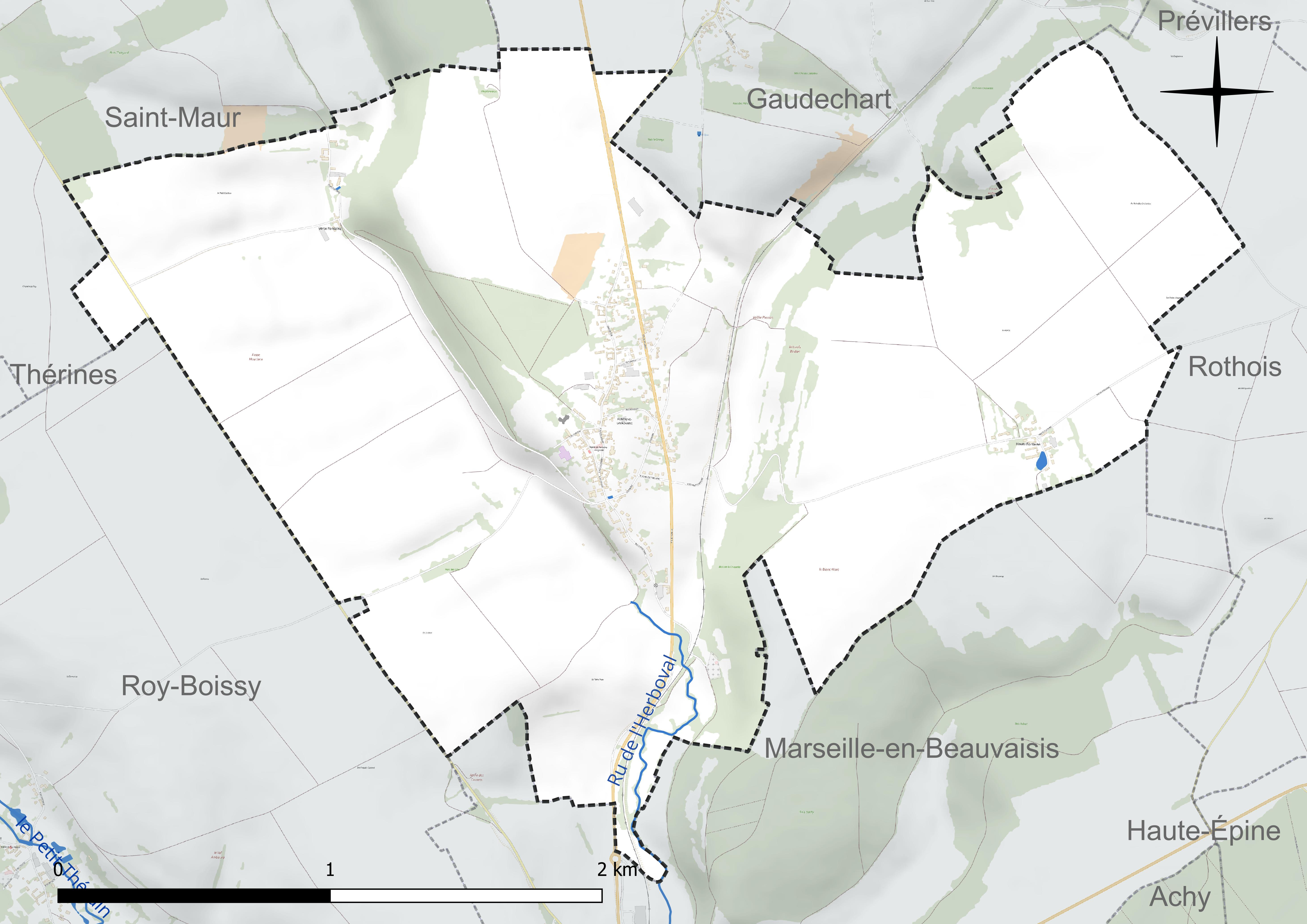
Réseau hydrographique de Fontaine-Lavaganne.

#### Gestion et qualité des eaux
Le territoire communal est couvert par le schéma d'aménagement et de gestion des eaux (SAGE) « Sensée ». Ce document de planification concerne un territoire de 1 219 km2 de superficie, délimité par le bassin versant du Thérain. Le périmètre a été arrêté le 27 janvier 2023 et le SAGE proprement dit est, en 2024, en cours d'élaboration. La structure porteuse de l'élaboration et de la mise en œuvre est le syndicat intercommunal de la Vallée du Thérain (SIVT).
La qualité des cours d'eau peut être consultée sur un site dédié géré par les agences de l'eau et l'Agence française pour la biodiversité.

### Climat
Pour des articles plus généraux, voir Climat des Hauts-de-France et Climat de l'Oise.
En 2010, le climat de la commune est de type climat océanique dégradé des plaines du Centre et du Nord, selon une étude du CNRS s'appuyant sur une série de données couvrant la période 1971-2000. En 2020, Météo-France publie une typologie des climats de la France métropolitaine dans laquelle la commune est exposée à un climat océanique et est dans une zone de transition entre les régions climatiques « Nord-est du bassin Parisien » et « Côtes de la Manche orientale ».
Pour la période 1971-2000, la température annuelle moyenne est de 10 °C, avec une amplitude thermique annuelle de 14,7 °C. Le cumul annuel moyen de précipitations est de 811 mm, avec 12,4 jours de précipitations en janvier et 8,4 jours en juillet. Pour la période 1991-2020, la température moyenne annuelle observée sur la station météorologique la plus proche, située sur la commune de Saint-Arnoult à 10 km à vol d'oiseau, est de 10,4 °C et le cumul annuel moyen de précipitations est de 797,2 mm,. Pour l'avenir, les paramètres climatiques de la commune estimés pour 2050 selon différents scénarios d'émission de gaz à effet de serre sont consultables sur un site dédié publié par Météo-France en novembre 2022.

### Paysages
Fontaine-Lavaganne est situé à la limite de deux entités paysagères : 
- la Picardie verte, constituant la partie haute du Plateau picard et comprenant une couverture limoneuse irrégulière. Elle accueille de grandes cultures avec des bocages en pourtour des villages et ponctuellement dans les vallons.
- le plateau du Pays de Chaussée, partie très vallonnée du Plateau picard, avec une couverture limoneuse épaisse. Zone de grandes cultures marquée par de nombreux vallons soulignés de bosquets et de boisements.

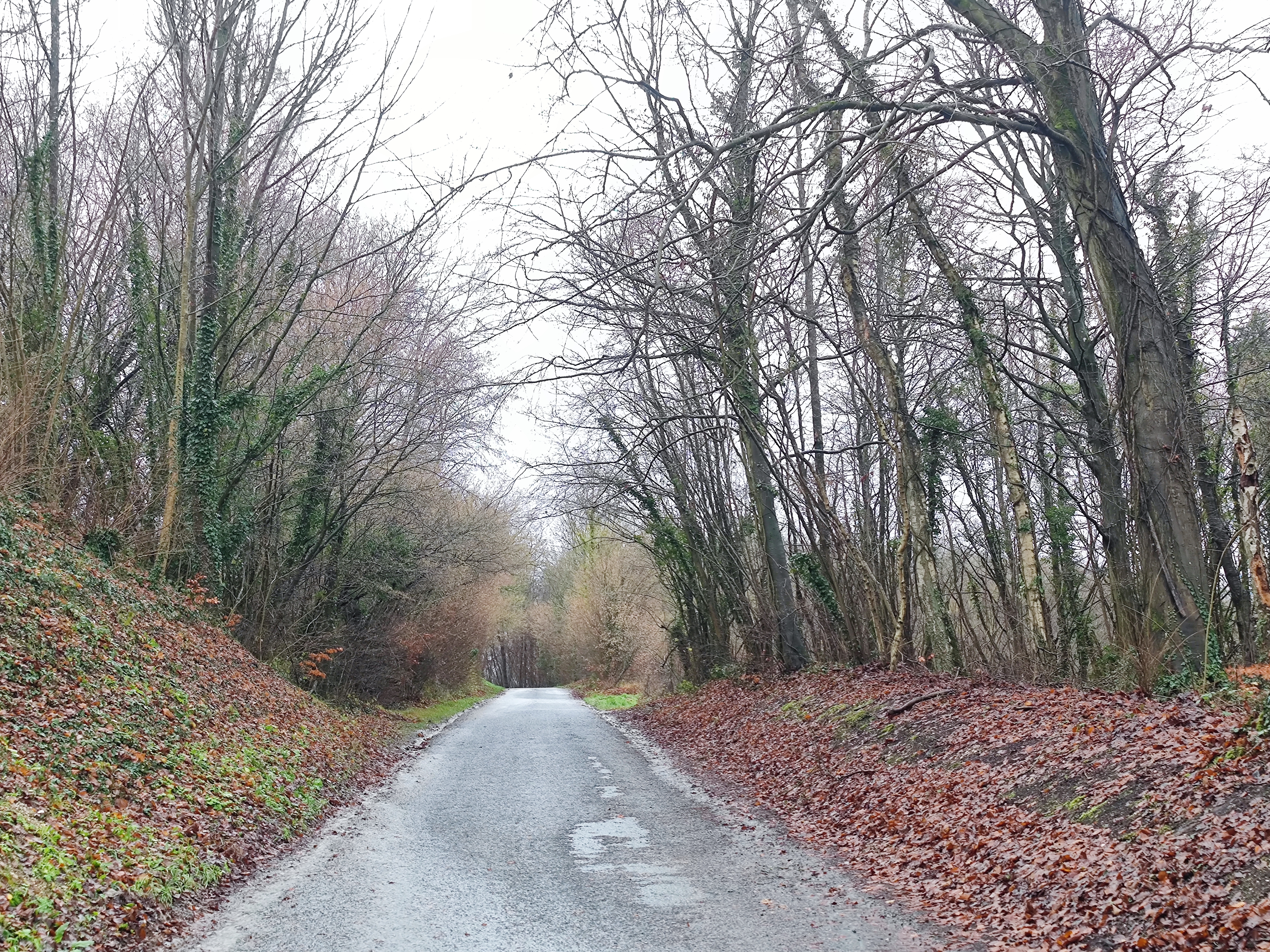
Bosquet, entre Fontaine-Lavaganne et Haute-Fontaine.
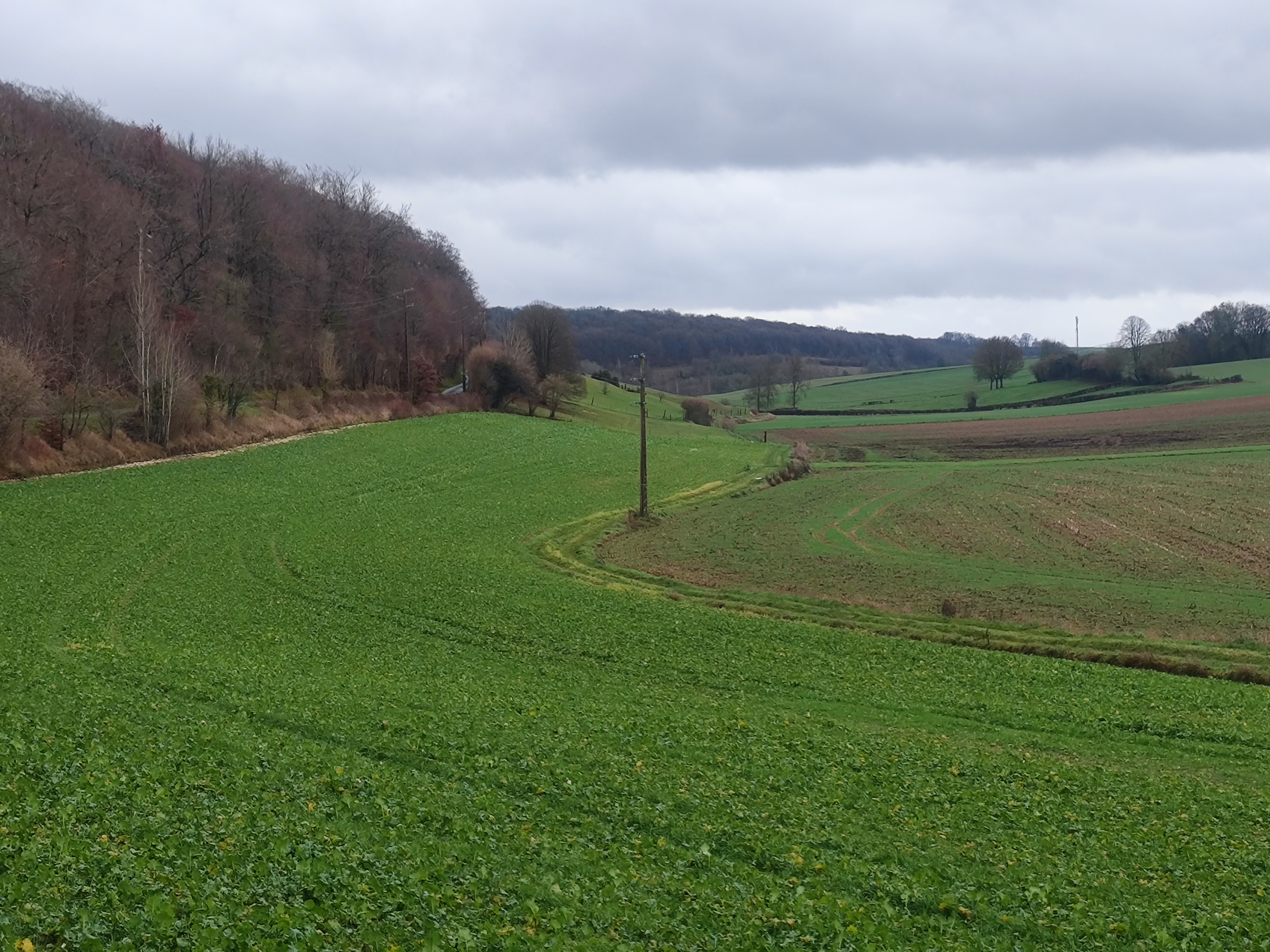
Vallée, entre Fontaine-Lavaganne et Verte-Fontaine.

### Milieux naturels et biodiversité

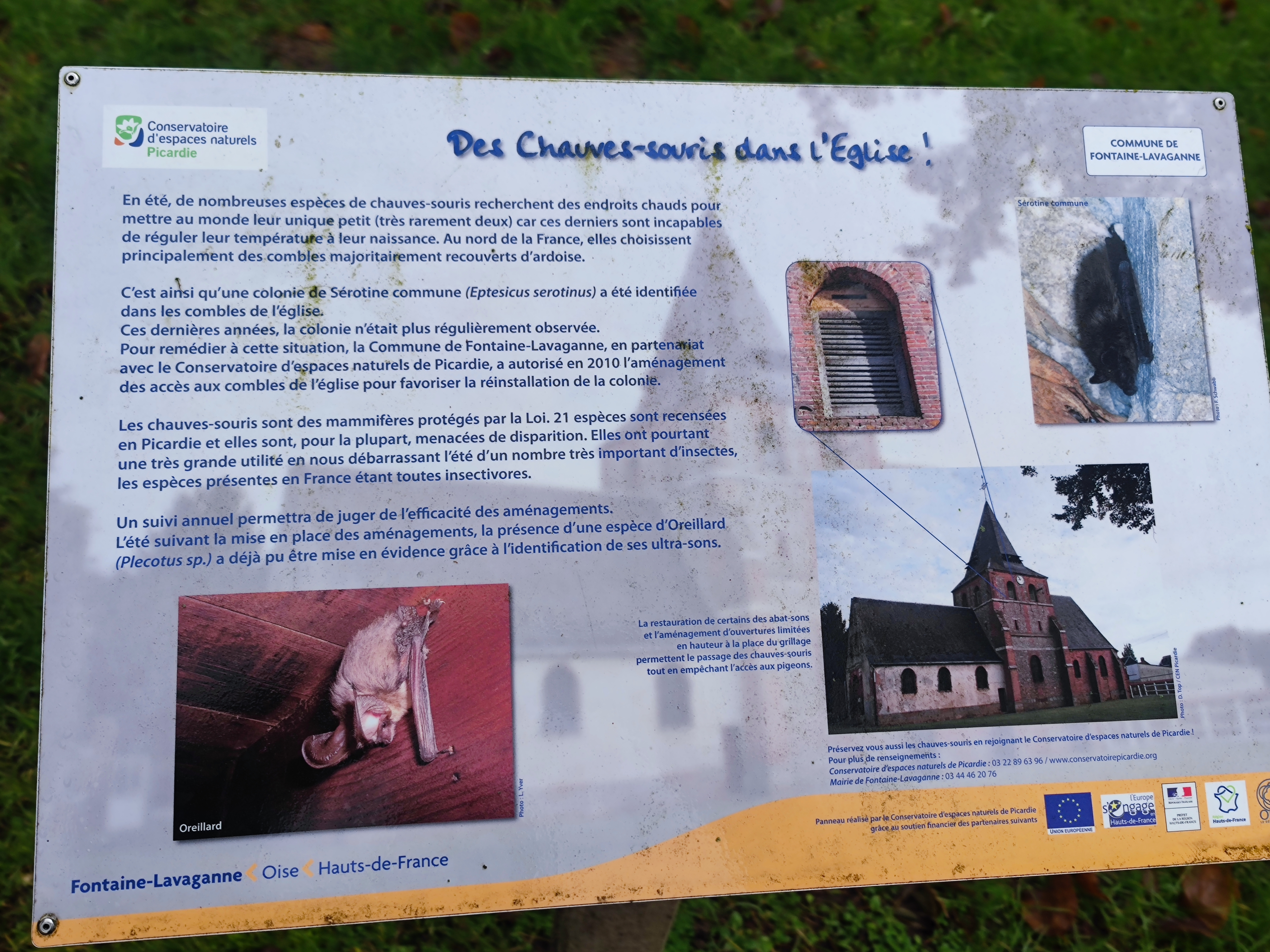
Panneau informatif sur les chauves-souris du clocher de l'église.

La commune est concernée par une zone Natura 2000, zone spéciale de conservation (ZSC) réseau de coteaux crayeux du bassin de l'Oise aval (Beauvaisis) n°FR2200369 ainsi que par une zone humide.
Par ailleurs, il existe plusieurs ZNIEFF sur le territoire communal de Fontaine-Lavaganne :
- ZNIEFF de n° régional 60PPI126 : correspond au « Bois et Coteau de Verte-Fontaine, d'Ecorchevache et des Pleurs ».
- ZNIEFF de n° régional 60PPI128 : correspond au « Bois et Larris de la Vallée Bailly à Marseille-en-Beauvaisis ».
- ZNIEFF de n° régional 60PPI123 : correspond au « Cours des Rivières Thérain en amont d'Hercheis et des rus de l'Herboval et de l'Herperie ».
- ZNIEFF de n° régional 60PPI202 : correspond à la « Vallée du Thérain et du Petit Thérain en amont de Troissereux ».

Une colonie de sérotines communes, une espace de chauve-souris, s'est réimplantée en 2018 dans le clocher de l'église, profitant d'une modification à cet effet des abat-sons. On y a également constaté la présence d'oreillards.
Un panneau de sensibilisation et de valorisation a été installé à proximité.

## Urbanisme

### Typologie
Au 1er janvier 2024, Fontaine-Lavaganne est catégorisée commune rurale à habitat dispersé, selon la nouvelle grille communale de densité à sept niveaux définie par l'Insee en 2022.
Elle est située hors unité urbaine. Par ailleurs la commune fait partie de l'aire d'attraction de Beauvais, dont elle est une commune de la couronne,. Cette aire, qui regroupe 162 communes, est catégorisée dans les aires de 50 000 à moins de 200 000 habitants,.

### Occupation des sols
L'occupation des sols de la commune, telle qu'elle ressort de la base de données européenne d'occupation biophysique des sols Corine Land Cover (CLC), est marquée par l'importance des territoires agricoles (88,6 % en 2018), une proportion sensiblement équivalente à celle de 1990 (88,8 %). La répartition détaillée en 2018 est la suivante : 
terres arables (69,9 %), prairies (18,7 %), forêts (7,1 %), zones urbanisées (4,3 %). L'évolution de l'occupation des sols de la commune et de ses infrastructures peut être observée sur les différentes représentations cartographiques du territoire : la carte de Cassini (XVIIIe siècle), la carte d'état-major (1820-1866) et les cartes ou photos aériennes de l'IGN pour la période actuelle (1950 à aujourd'hui).

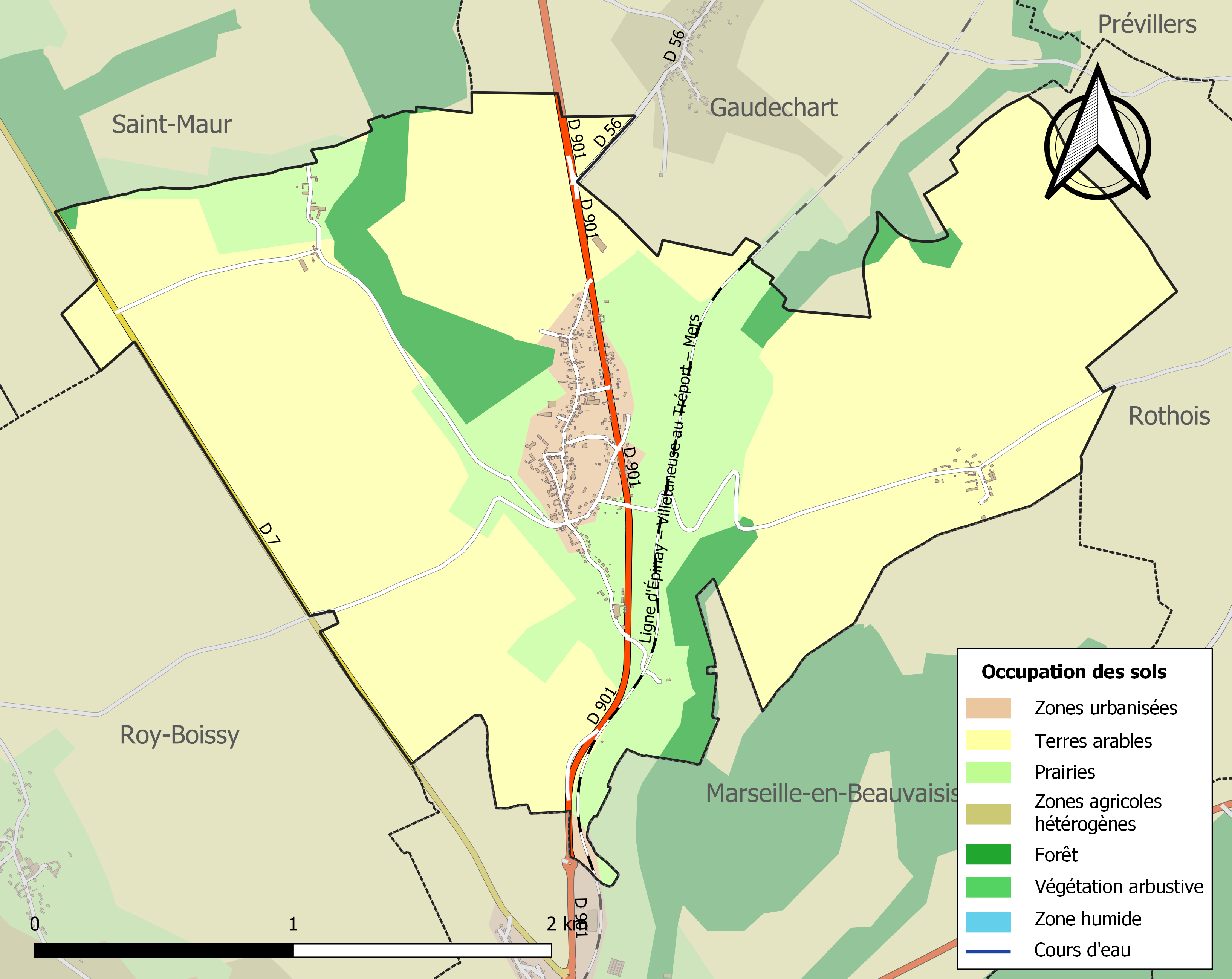
Carte des infrastructures et de l'occupation des sols de la commune en 2018 (CLC).

### Lieux-dits, hameaux et écarts
La commune comprend deux hameaux, Verte-fontaine dans le vallon sec,  à l'altitude de 125 mètres environ et Haute Fontaine, sur le plateau (180 mètres).

Haute-Fontaine
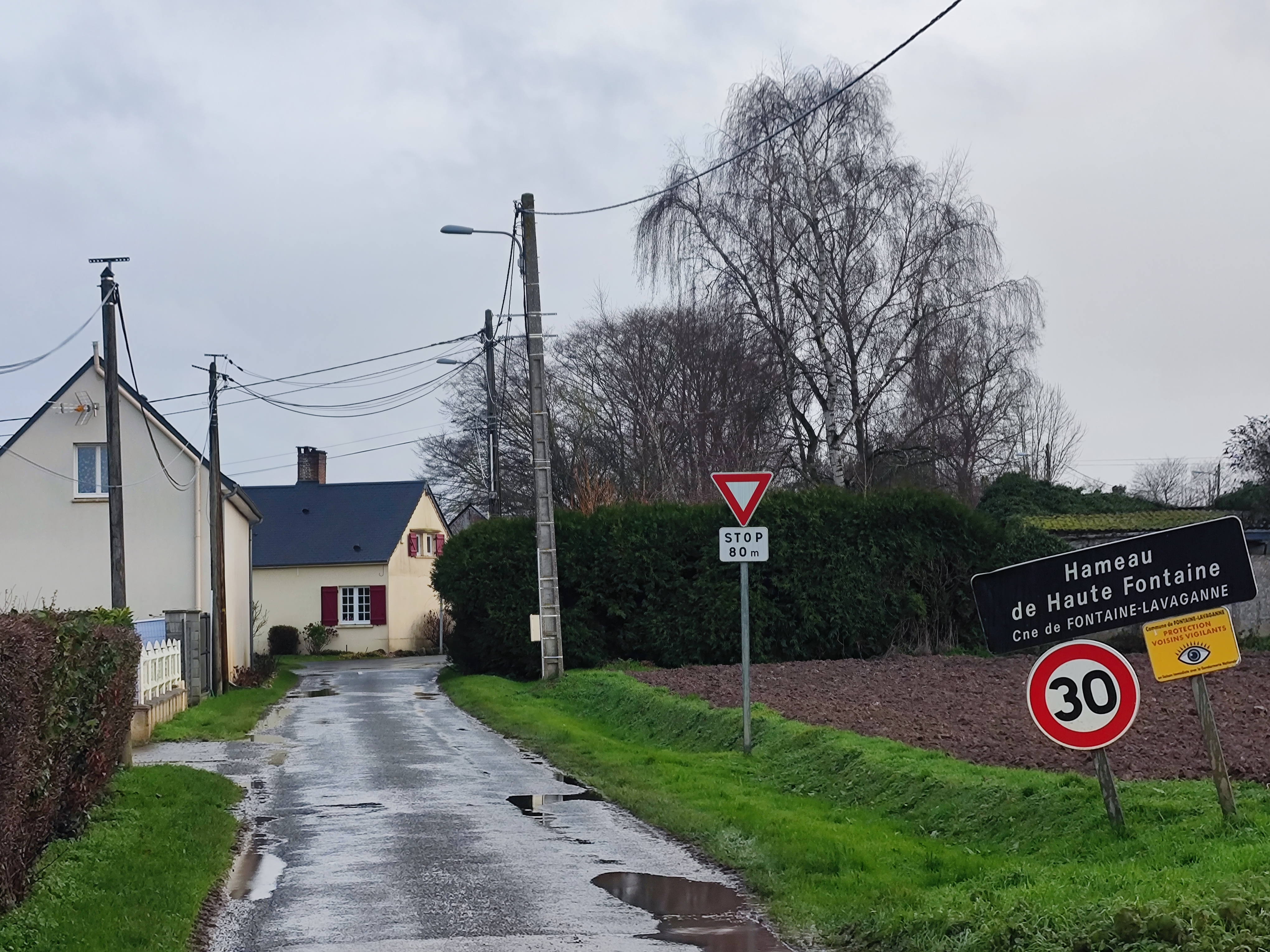
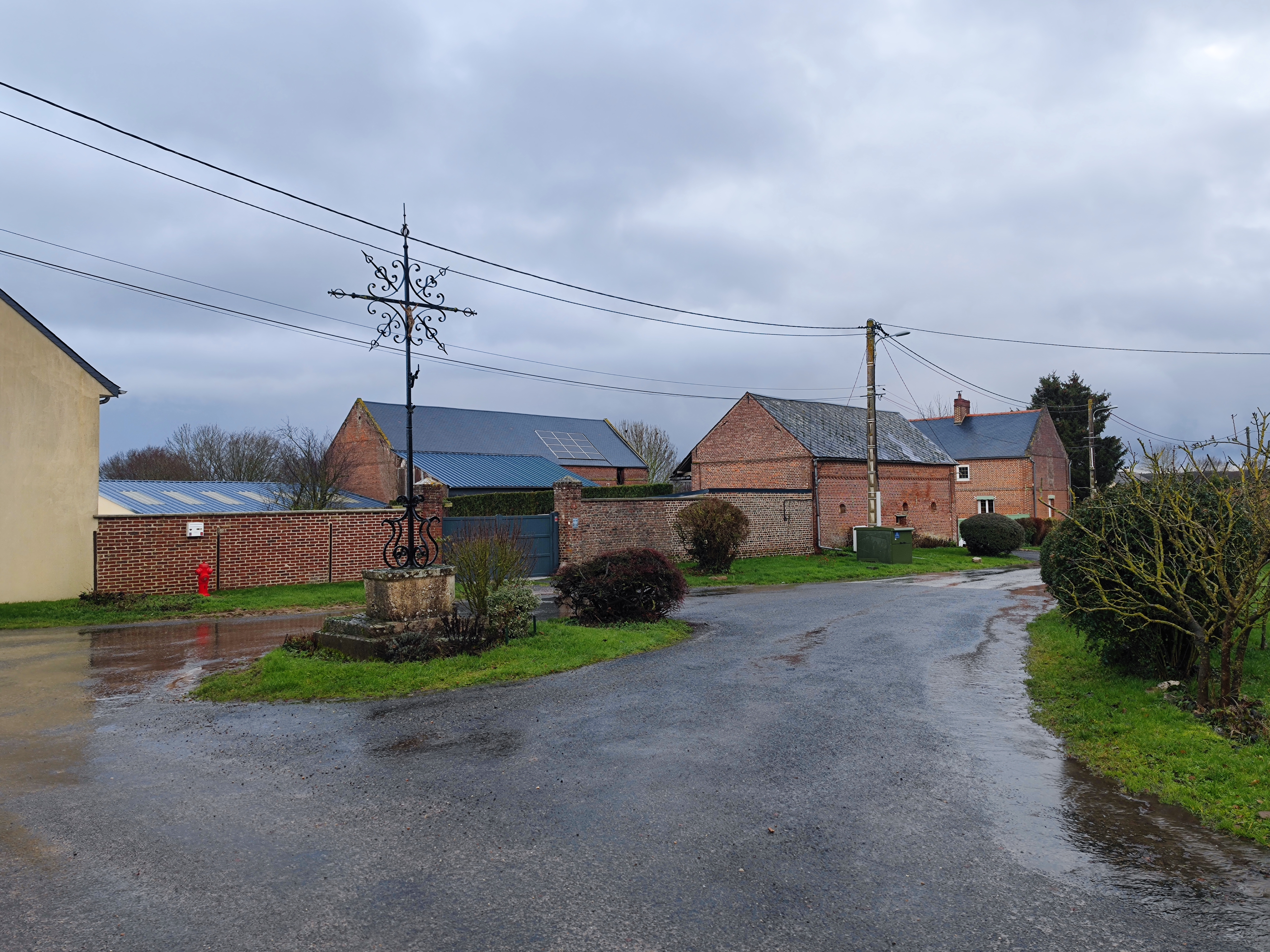
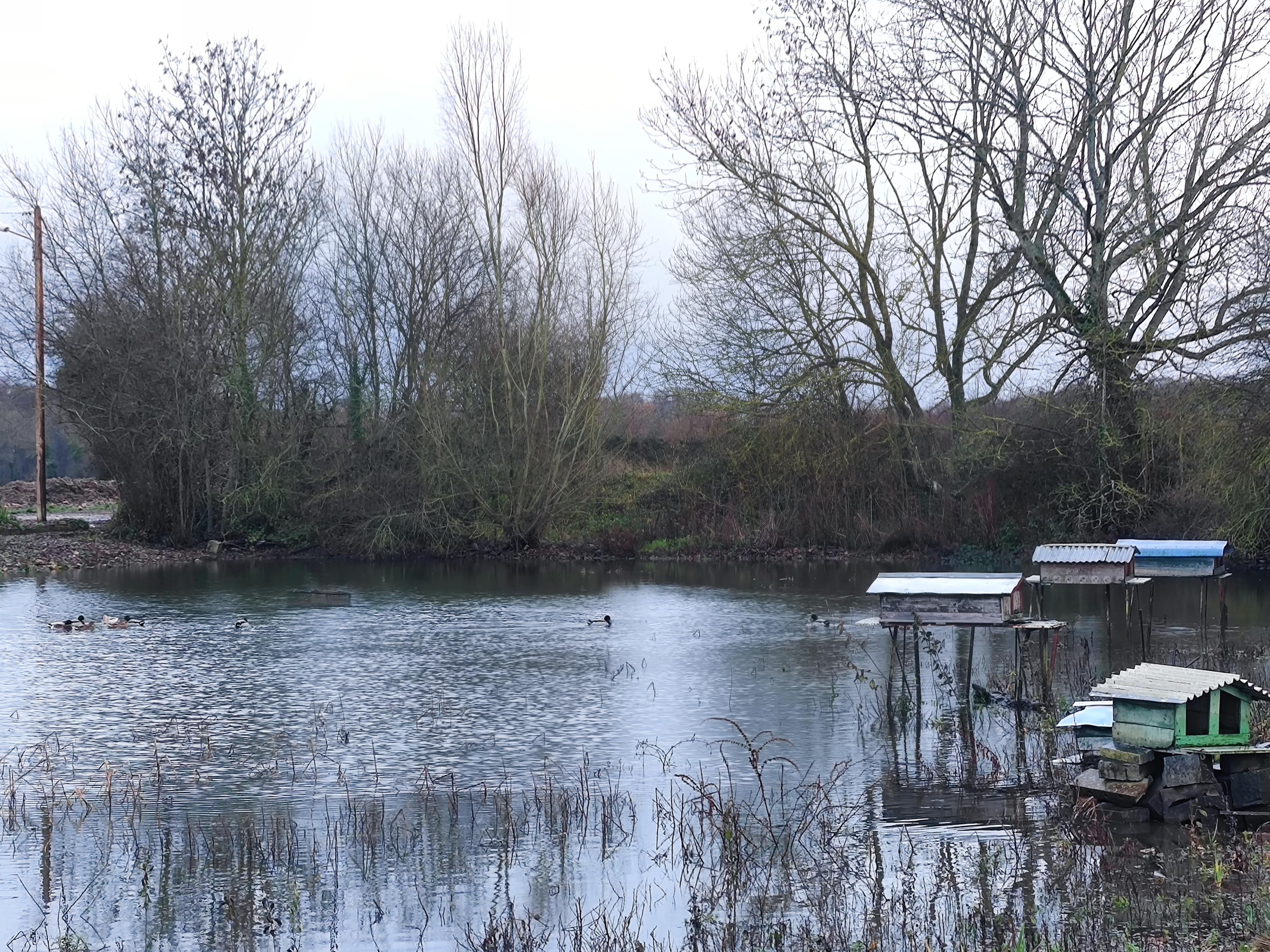

Verte-Fontaine
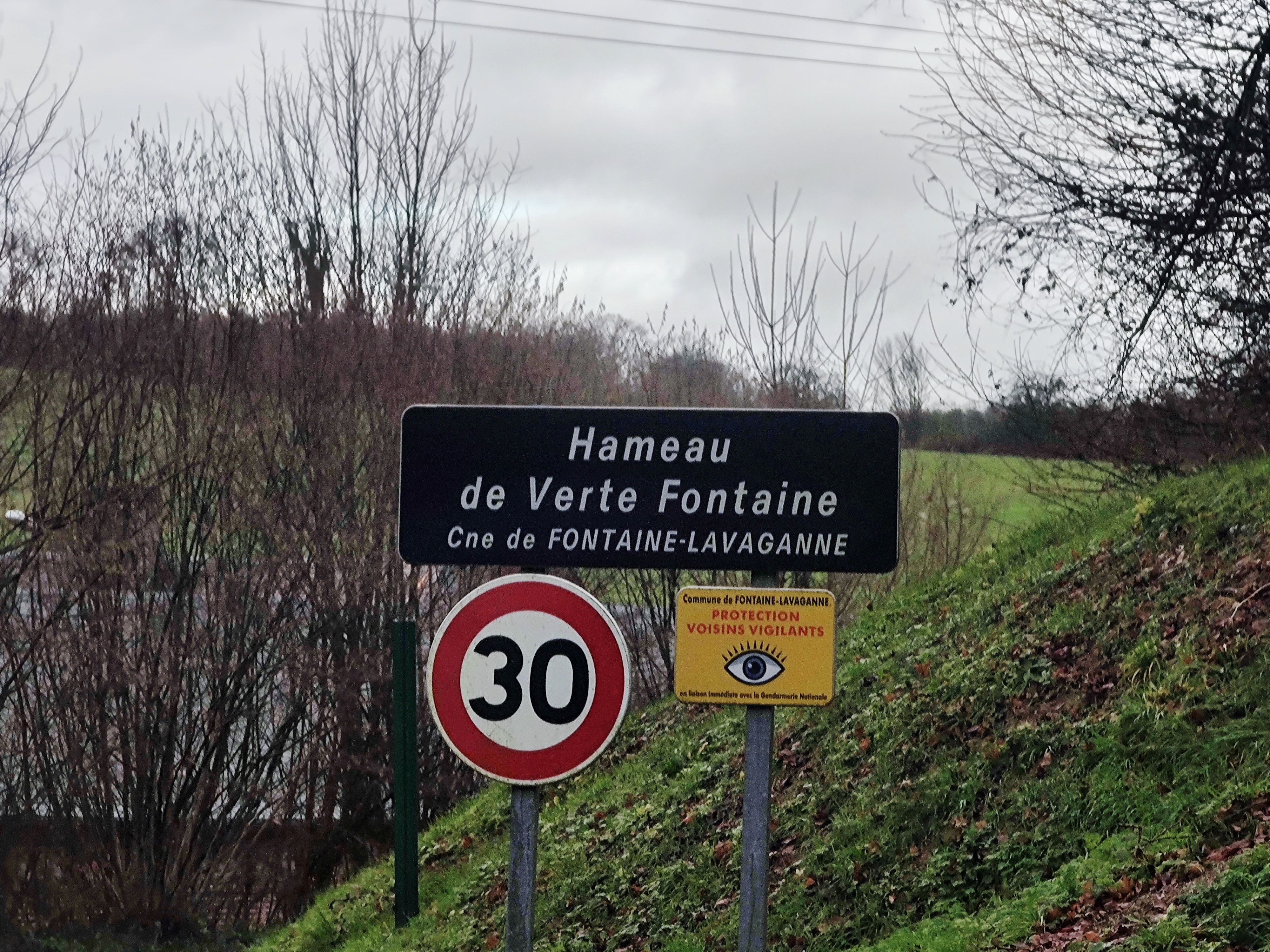
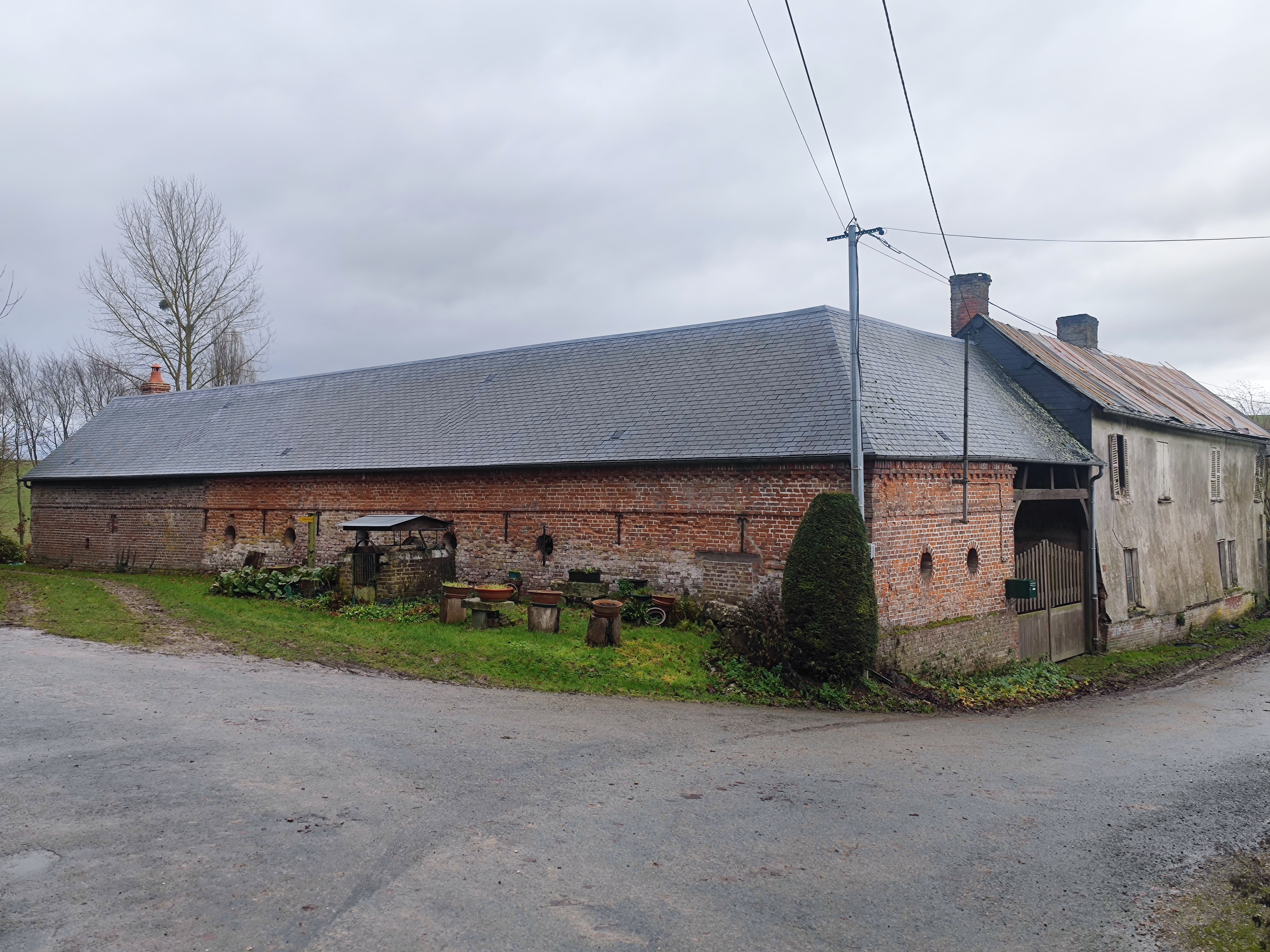

### Habitat et logement
En 2019, le nombre total de logements dans la commune était de 196, alors qu'il était de 198 en 2014 et de 175 en 2009.
Parmi ces logements, 91,8 % étaient des résidences principales, 3,1 % des résidences secondaires et 5,1 % des logements vacants. Ces logements étaient en quasi-totalité des maisons individuelles.
Le tableau ci-dessous présente la typologie des logements à Fontaine-Lavaganne en 2019 en comparaison avec celle de l'Oise et de la France entière. Une caractéristique marquante du parc de logements est ainsi une proportion de résidences secondaires et logements occasionnels (3,1 %) supérieure à celle du département (2,4 %) et à celle de la France entière (9,7 %). Concernant le statut d'occupation de ces logements, 84,5 % des habitants de la commune sont propriétaires de leur logement (86 % en 2014), contre 61,4 % pour l'Oise et 57,5 pour la France entière.
| Typologie                                               | Fontaine-Lavaganne | Oise | France entière |
| ------------------------------------------------------- | ------------------ | ---- | -------------- |
| Résidences principales (en %)                           | 91,8               | 90,4 | 82,1           |
| Résidences secondaires et logements occasionnels (en %) | 3,1                | 2,4  | 9,7            |
| Logements vacants (en %)                                | 5,1                | 7,1  | 8,2            |

### Voies de communication et transports

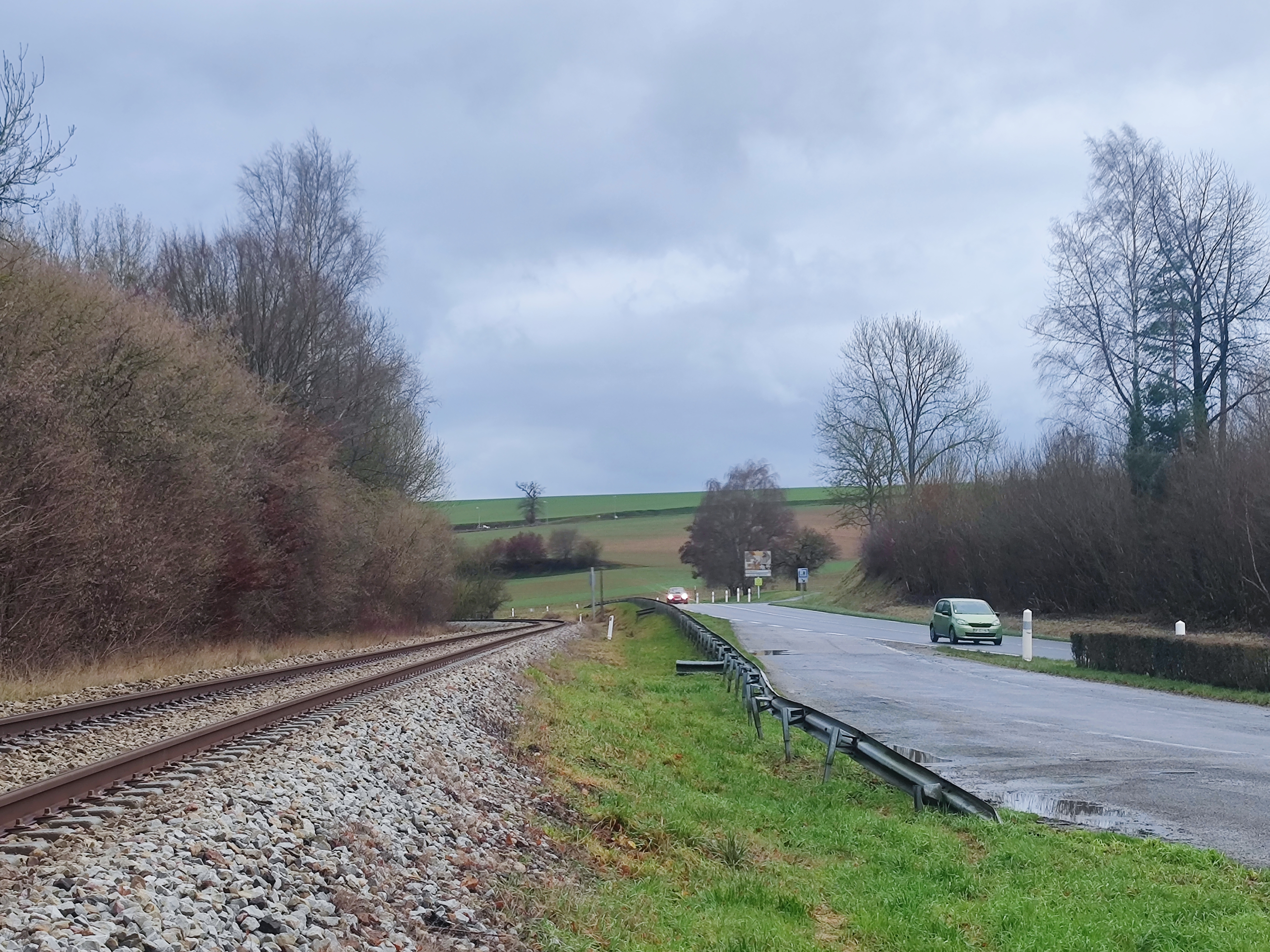
La voie ferrée et l'ancienne route nationale, vers Marseille-en-Beauvaisis.

La principale voie routière desservant la commune est l'ancienne route nationale 1 (actuelle RD 901, qui donne un accès aisé à Marseilles-en-Beauvaisis et Beauvais). En 2008, elle supportait un trafic moyen journalier de 5 540 véhicules, dont 9 % de poids lourds.
La RD 7, qui mène à Feuquières et Abancourt, constitue la limite ouest du territoire communal, et elle supportait, en 2008, un trafic moyen journalier de 2 827 véhicules, dont 9 % de poids lourds.
La RD 56, qui mène au Hamel et à Sommereux, supportait, avant l'an 2000, un trafic moyen journalier de 281 véhicules, dont 10 % de poids lourds.
La Ligne d'Épinay - Villetaneuse au Tréport - Mers passe le long de l'ex-RN1, mais la gare de Fontaine-Lavaganne est fermée. La station de chemin de fer la plus proche est la gare de Marseille-en-Beauvaisis, desservie par des trains TER Hauts-de-France, qui effectuent des missions entre les gares de Beauvais et d'Abancourt ou du Tréport - Mers.
La commune est desservie, en 2023, par les lignes 612, 6103, 6104, 6113 et 6152 du réseau interurbain de l'Oise.

## Toponymie
La localité a été désignée sous le noms de Fontaine - Lavaganne , Fontaine-Lavagannes, Fontaine -la -Wagan , Fontaine-la -Vaguagne, Fontaine
le - Vagan,  Fontaine-la-Vaganne en 1801 (Fontanæ).
Basse-Fontaine est un ancien lieu détruit en 1645 par une inondation, autrefois emplacement du village.
Le terme de Fontaine renvoie naturellement à la source du Ru de l'Herboval. En Picardie une fontaine est souvent une source qui est un mot peu utilisé dans la région.
Lavaganne dériverait du nom de la famille Wagan, propriétaire de la seigneurie au XIIe siècle.

## Histoire

### Moyen Âge
Le fief de Fontaine relevait du vidame: de Gerberoy. Son seigneur avait haute, moyenne et basse justice.
En 1135, des moines de l'Ordre de Saint-Benoît s'installent à Ecorchevache pour y constituer une communauté religieuse.
Le château-fort de Fontaine joue un rôle important au XVe siècle pendant les guerres contre les Anglais et protégeait le Beauvaisis, alors frontière du royaume de France. « Lés ennemis qui n'avaient jamais pu l'enlever, résolurent de l'assiéger régulièrement après là prise de Rouen, de Gournay et de Gisors. Ils l'attaquèrent dans l'automne de 1419 avec trois mille hommes commandés par les comtes d'Huntington et de Cornouailles. Les assiégés se défendirent vigoureusement, et au bout dé trois semaines ils obtinrent une capitulation  avantageuse, vie et bagues sauves. La place fut démolie et ruinée dès que la garnison en fut sortie ; mais on la rétablit promptement ».

### Temps modernes
Durant les Guerres de Religion, le château de Fontaine est pris en janvier 1589 par ligueurs d'Amiens, soue le commandement du capitaine Lefort. En juin 1592, le sieur de Boufflers, bailli de Beauvais, l'un des chefs de la Ligue, se réfugie au château de Fontaine où il résiste à différentes attaques des royalistes. Les dégats occasionnés au château ne sont réparés qu'en 1678 par Jolly d'Oudeuil, seigneur de Fontaine, qui fait aménager le parc.
Selon Louis Graves, « Fontaine était bâti anciennement près de la rivière autour du cimetière actuel, dont la chapelle servait de .paroisse. Le village, ravagé de tems à autre per des inondations, fut enfin détruit par les eaux dans le courant du dix-septième siècle. On renonça alors à le rétablir dans ce lieu, et l'on fit construire une église sur la hauteur du château, afin d'attirer les habitans dans une partie du territoire où ils fussent à l'abri du fléau dont ils avaient été victimes ».

### Époque contemporaine

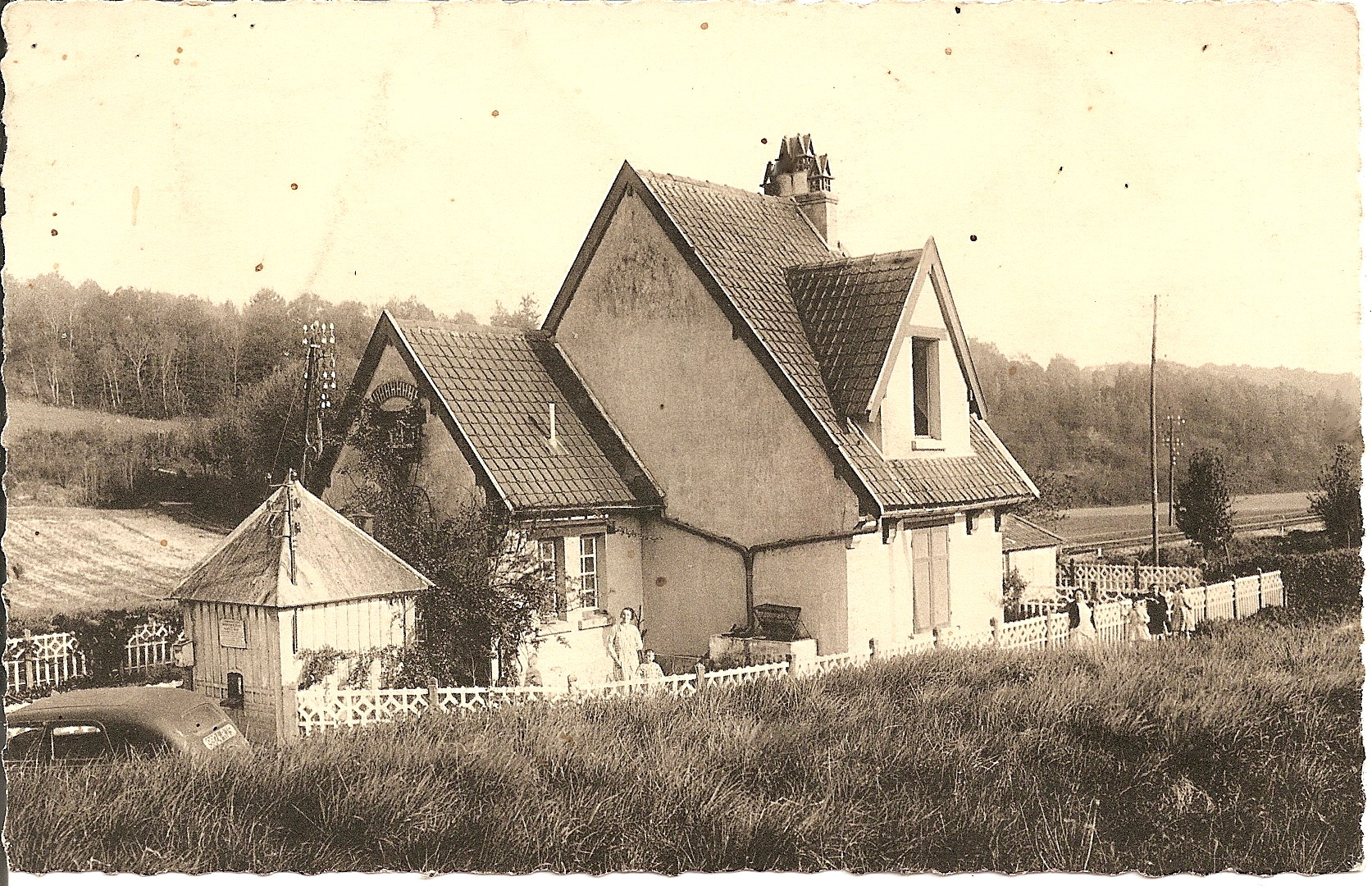
La gare dans les années 1930.

La route royale de Paris à Calais (ancienne Route nationale 1, actuelle RD 901) est tracée entre 1794 et 1810 et contourne par l'est le village ancien.
En 1832, Fontaine comptait un presbytère, une école, une argilière communale. La population était notamment employée à la fabrication de bonneterie de laine
La  ligne d'Épinay - Villetaneuse au Tréport - Mers est mise en service en 1875 mais la halte de Fontaine-Lavaganne n'est ouverte  qu'entre  1886 et 1908, facilitant le déplacement des habitants et le transports des marchandises. La gare ferme en 2007.

## Politique et administration

### Rattachements administratifs et électoraux

#### Rattachements administratifs
La commune se trouve dans l'arrondissement de Beauvais du département de l'Oise.
Elle faisait partie depuis 1793 du canton de Marseille-en-Beauvaisis. Dans le cadre du redécoupage cantonal de 2014 en France, cette circonscription administrative territoriale a disparu, et le canton n'est plus qu'une circonscription électorale.

#### Rattachements électoraux
Pour les élections départementales, la commune fait partie depuis 2014 du canton de Grandvilliers
Pour l'élection des députés, elle fait partie de la première circonscription de l'Oise.

### Intercommunalité
La commune est membre de la communauté de communes de la Picardie verte, un établissement public de coopération intercommunale (EPCI) à fiscalité propre créé fin 1996  et auquel la commune a transféré un certain nombre de ses compétences, dans les conditions déterminées par le code général des collectivités territoriales.

### Liste des maires
| Période                                  | Période                        | Identité     | Étiquette | Qualité                                  |
| ---------------------------------------- | ------------------------------ | ------------ | --------- | ---------------------------------------- |
| Les données manquantes sont à compléter. |                                |              |           |                                          |
| avant 1962                               |                                | René Cantrel |           |                                          |
| Les données manquantes sont à compléter. |                                |              |           |                                          |
| 1966                                     | 2008                           | José Roose   |           |                                          |
| 2008                                     | En cours (au 18 novembre 2022) | Gérard Goret | SE        | Retraité Réélu pour le mandat 2020-2026, |

## Équipements et services publics
La commune dispose d'une salle polyvalente et de terrains de football, de boules et de basket.

### Eau et déchets
En 2012, l'adduction d'eau potable du hameau de Hautefontaine est réalisé par le syndicat des eaix de Beauvais, depuis un captage situé à Oudeuil, alors que le reste de la commune l'est par le syndicat des eaux de Grandvilliers, au moyen de l'eauj captée à Thérines.
La collecte et le traitement des déchets sont assurés par la communauté de communes de la Picardie Verte.

### Enseignement

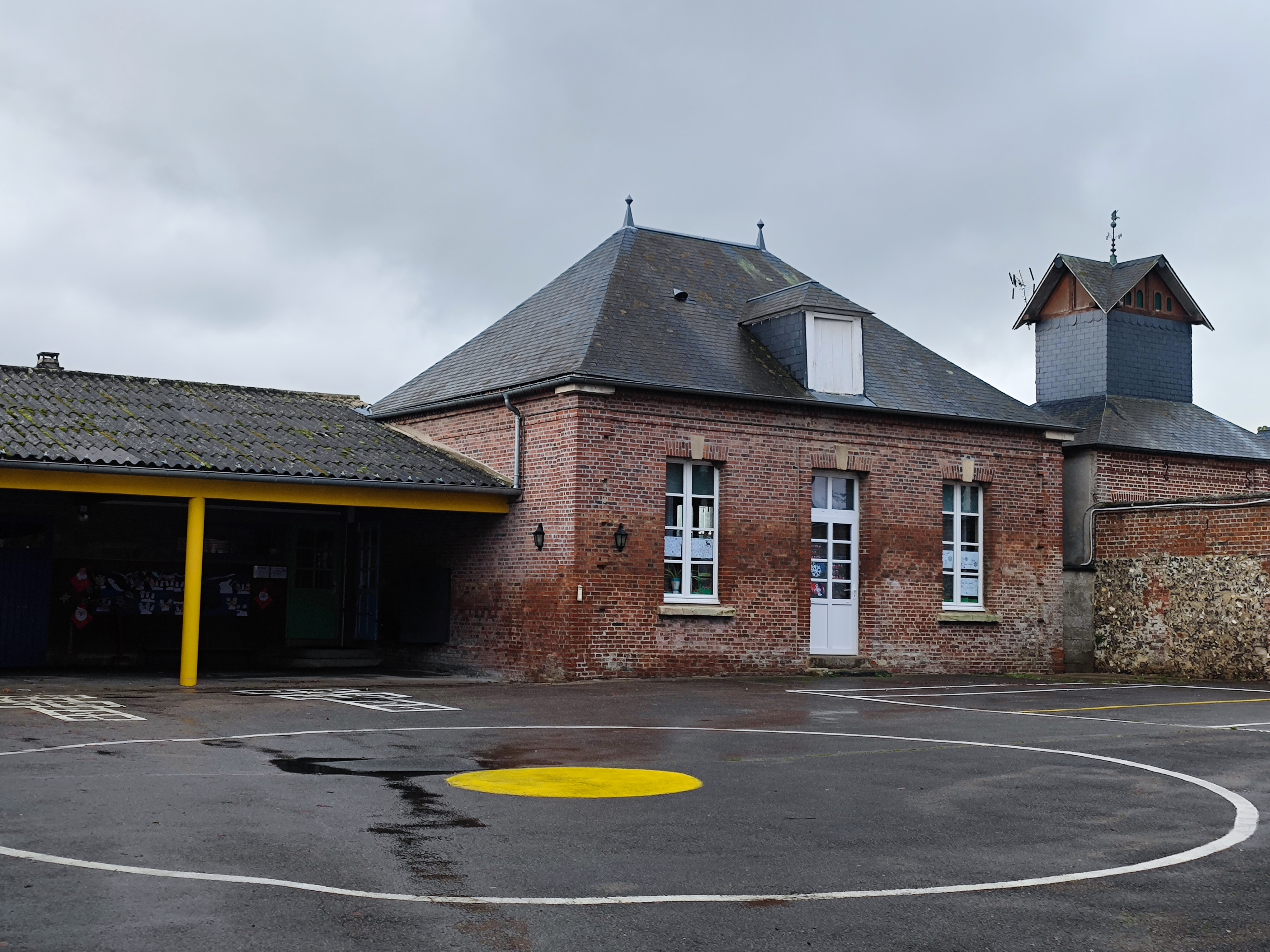
L'ancienne école, derrière la mairie, en 2022.

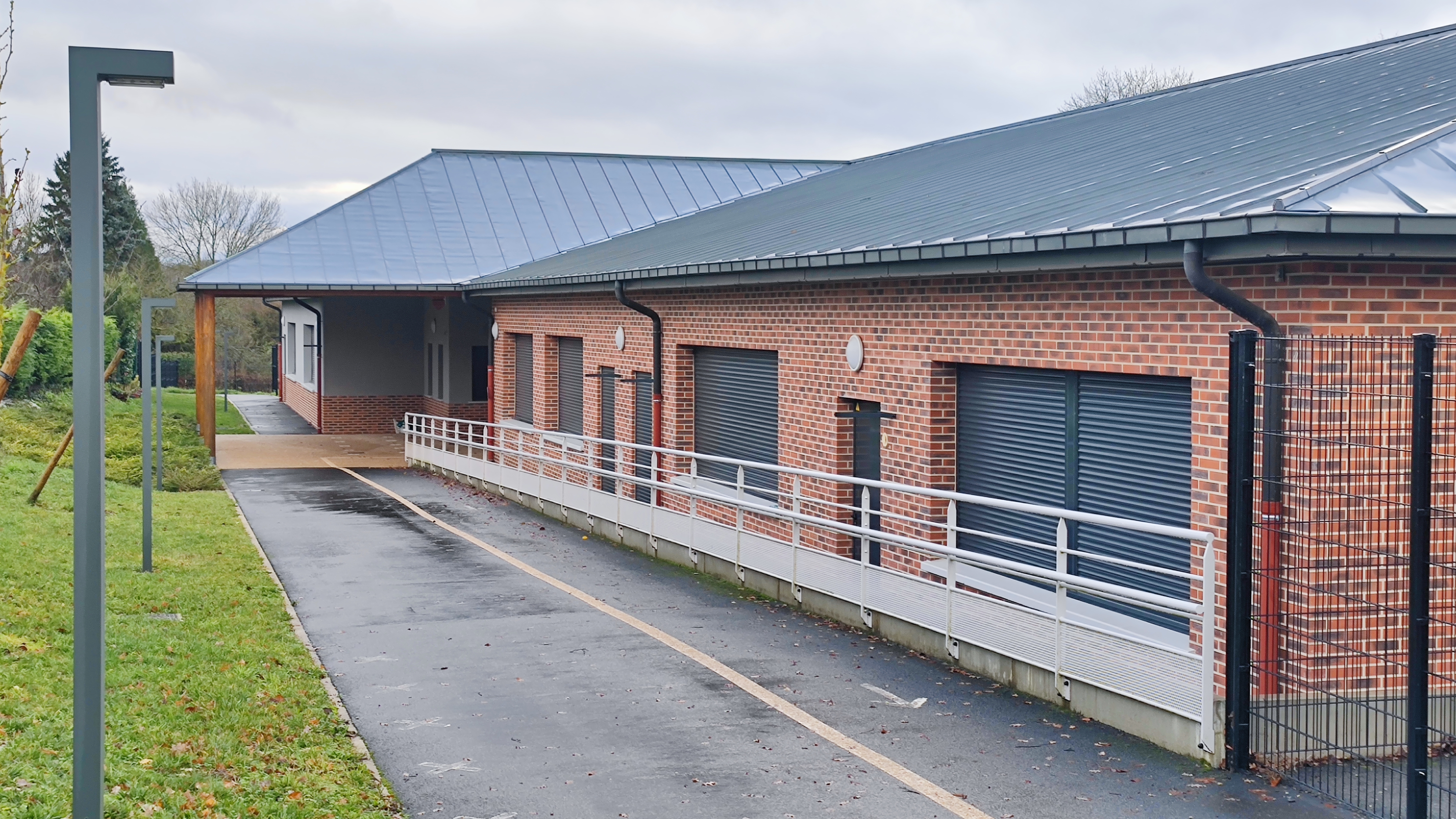
Le nouveau regroupement pédagogique concentré.

La commune fait partie en 2019, d'un regroupement pédagogique rassemblant Fontaine-Lavaganne, Roy- Boissy, Prévillers, Gaudechart et Rothois.
Le syndicat Intercommunal de regroupement scolaire (SIRS) de l'Herboval qui le gère a décidé la création d'une nouvelle école unique pour les 5 villages, implantée sur un terrain de 5 365 m2 situé à Fontaine-Lagavanne, comprenant 3 classes maternelles avec leurs enseignants et deux agents de service, prévus pour 90 enfants ainsi que 4 classes primaires et des locaux annexes, prévus pour 120 élèves et 4 professeurs. Le coût de ce projet, envisagé depuis une dizaine d'années et qui a suscité d'importants débats dans les autres communes craignant de voir dépérir leurs villages, est évalué à un peu plus de deux millions d'euros hors taxes, financés par l'Etat, le département  et un fond complémentaire issu du contrat de ruralité passé entre l'État et la Picardie verte.
Le terrain est situé à proximité du terrain de jeu et devant ouvrir pour le printemps 2019. La restauration scolaire reste assurée dans la salle polyvalente du village, située en face du nouvel équipement,.
Cette nouvelle école constituant un regroupement pédagogique concentré (RPC), ouvre à la rentrée 2019.
En 2021-2022, l'école accueille 196 élèves répartis en 6 classes, mais la baisse de 11 élèves à la rentrée 2022-2023 devrait aboutir à la perte de la classe de grande section de maternelle, malgré les investissements tout juste consentis par les collectivités pour réaliser le RPC.

### Justice, sécurité, secours et défense
En raison d'accidents graves dont  trois intervenus en 2013 et un autre en 2016, un radar automatique a été implanté sur l'ancienne route nationale 1 en 2014 et remplacé par un radar tourelle en 2022. Ces appareils ont constaté de nombreuses infractions : 4 471 en 2014, 4 602 en 2015, 11 857 en  2016 et 10 451 en 2017,,.

## Population et société

### Démographie

#### Évolution démographique
L'évolution du nombre d'habitants est connue à travers les recensements de la population effectués dans la commune depuis 1793. Pour les communes de moins de 10 000 habitants, une enquête de recensement portant sur toute la population est réalisée tous les cinq ans, les populations de référence des années intermédiaires étant quant à elles estimées par interpolation ou extrapolation. Pour la commune, le premier recensement exhaustif entrant dans le cadre du nouveau dispositif a été réalisé en 2006.

En 2022, la commune comptait 503 habitants, en évolution de +0,4 % par rapport à 2016 (Oise : +0,87 %, France hors Mayotte : +2,11 %).
| 1793 | 1800 | 1806 | 1821 | 1831 | 1836 | 1841 | 1846 | 1851 |
| ---- | ---- | ---- | ---- | ---- | ---- | ---- | ---- | ---- |
| 643  | 655  | 668  | 658  | 659  | 656  | 637  | 612  | 617  |

| 1856 | 1861 | 1866 | 1872 | 1876 | 1881 | 1886 | 1891 | 1896 |
| ---- | ---- | ---- | ---- | ---- | ---- | ---- | ---- | ---- |
| 546  | 522  | 501  | 451  | 425  | 378  | 363  | 350  | 347  |

| 1901 | 1906 | 1911 | 1921 | 1926 | 1931 | 1936 | 1946 | 1954 |
| ---- | ---- | ---- | ---- | ---- | ---- | ---- | ---- | ---- |
| 352  | 348  | 328  | 279  | 274  | 268  | 243  | 256  | 306  |

| 1962 | 1968 | 1975 | 1982 | 1990 | 1999 | 2006 | 2011 | 2016 |
| ---- | ---- | ---- | ---- | ---- | ---- | ---- | ---- | ---- |
| 325  | 311  | 307  | 287  | 316  | 299  | 377  | 470  | 501  |

| 2021 | 2022 | - | - | - | - | - | - | - |
| ---- | ---- | - | - | - | - | - | - | - |
| 504  | 503  | - | - | - | - | - | - | - |

#### Pyramide des âges
La population de la commune est relativement jeune.
En 2018, le taux de personnes d'un âge inférieur à 30 ans s'élève à 41,7 %, soit au-dessus de la moyenne départementale (37,3 %). À l'inverse, le taux de personnes d'âge supérieur à 60 ans est de 12,6 % la même année, alors qu'il est de 22,8 % au niveau départemental.
En 2018, la commune comptait 256 hommes pour 253 femmes, soit un taux de 50,29 % d'hommes, légèrement supérieur au taux départemental (48,89 %).
Les pyramides des âges de la commune et du département s'établissent comme suit.
| Hommes | Classe d’âge | Femmes |
| ------ | ------------ | ------ |
| 0,0    | 90 ou +      | 0,0    |
| 3,9    | 75-89 ans    | 6,7    |
| 9,4    | 60-74 ans    | 5,2    |
| 18,5   | 45-59 ans    | 18,0   |
| 25,5   | 30-44 ans    | 29,4   |
| 13,1   | 15-29 ans    | 12,5   |
| 29,5   | 0-14 ans     | 28,2   |

| Hommes | Classe d’âge | Femmes |
| ------ | ------------ | ------ |
| 0,5    | 90 ou +      | 1,4    |
| 5,5    | 75-89 ans    | 7,6    |
| 15,6   | 60-74 ans    | 16,3   |
| 20,8   | 45-59 ans    | 20     |
| 19,4   | 30-44 ans    | 19,4   |
| 17,6   | 15-29 ans    | 16,2   |
| 20,6   | 0-14 ans     | 19,1   |

### Manifestations culturelles et festivités
Le 28 août 2022 est organisée au hameau de Verte-Fontaine la troisième édition de la journée « Labour » consacrée à l'agriculture  d'hier et d'aujourd'hui, organisée cette fois-ci par l'association Campagnes Rurales Paysannes (CRP), avec expositions de tracteurs anciens, démonstrations, balade et produits du terroir.

## Économie
En 2010, la commune comptait 8 entreprises, dont 3 relevant du secteur de la construction, 2 de l'industrie et deux autres du commerce, des transports et des services divers et une du secteur public.
Elle accueillait alors trois exploitations agricoles consacrées à l'élevage et la polyculture.

## Culture locale et patrimoine

### Lieux et monuments
- Église Saint-Jean-Baptiste, construite en 1676 en brique près du château, a succédé à un édifice plus ancien qui s'élevait plus à l'est, dans la vallée du ru d'Hervoval, où se trouvait jusque là le chef lieu du village.
Cet édifice austère est constitué d'une nef unique, d'une travée de clocher et d'un chœur terminé par une abside à trois pans.
A l'extérieur, on peut signaler le portail, réalisé en briques et profondément ébrasé, et encadré par deux pilastres surmontés de chapiteaux en pierre d'ordre dorique reliés par une corniche. Le clocher forme, lui,  une masse imposante simplement ajourée, au niveau du beffroi, par deux petites baies en plein cintre sur chaque face.
L'intérieur comprend la belle charpente du chœur, en forme de carène du XVIIe siècle. Le tombeau de Jean de Pisseleu, seigneur de Fontaine-Lavaganne au XVIe siècle, est incrusté dans le mur nord de la nef. Son enfeu, bien que dégradé, dispose  d'un très beau décor gothique flamboyant[47],[48].

L'église Saint-Jean-Baptiste
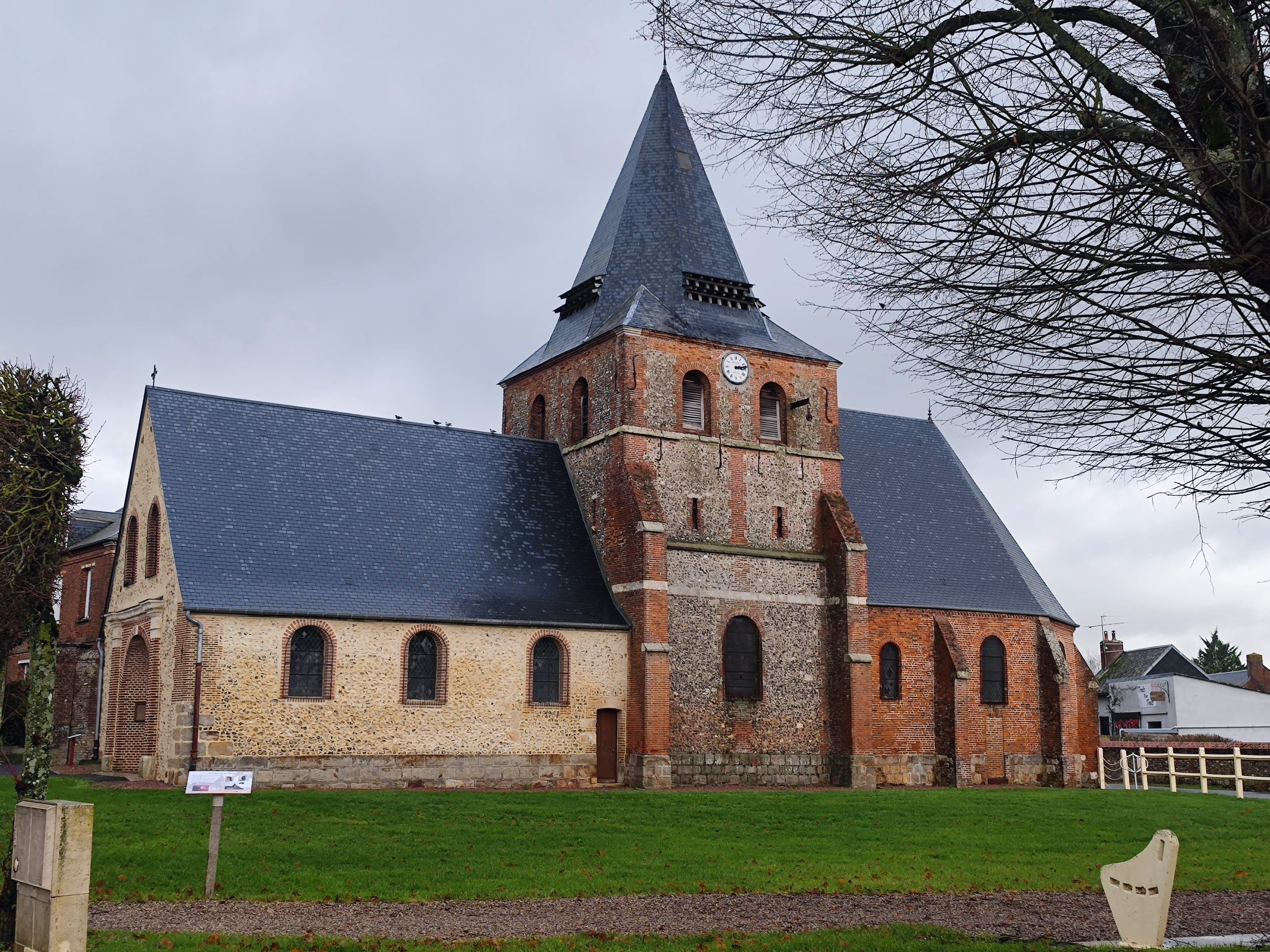
Façade sud
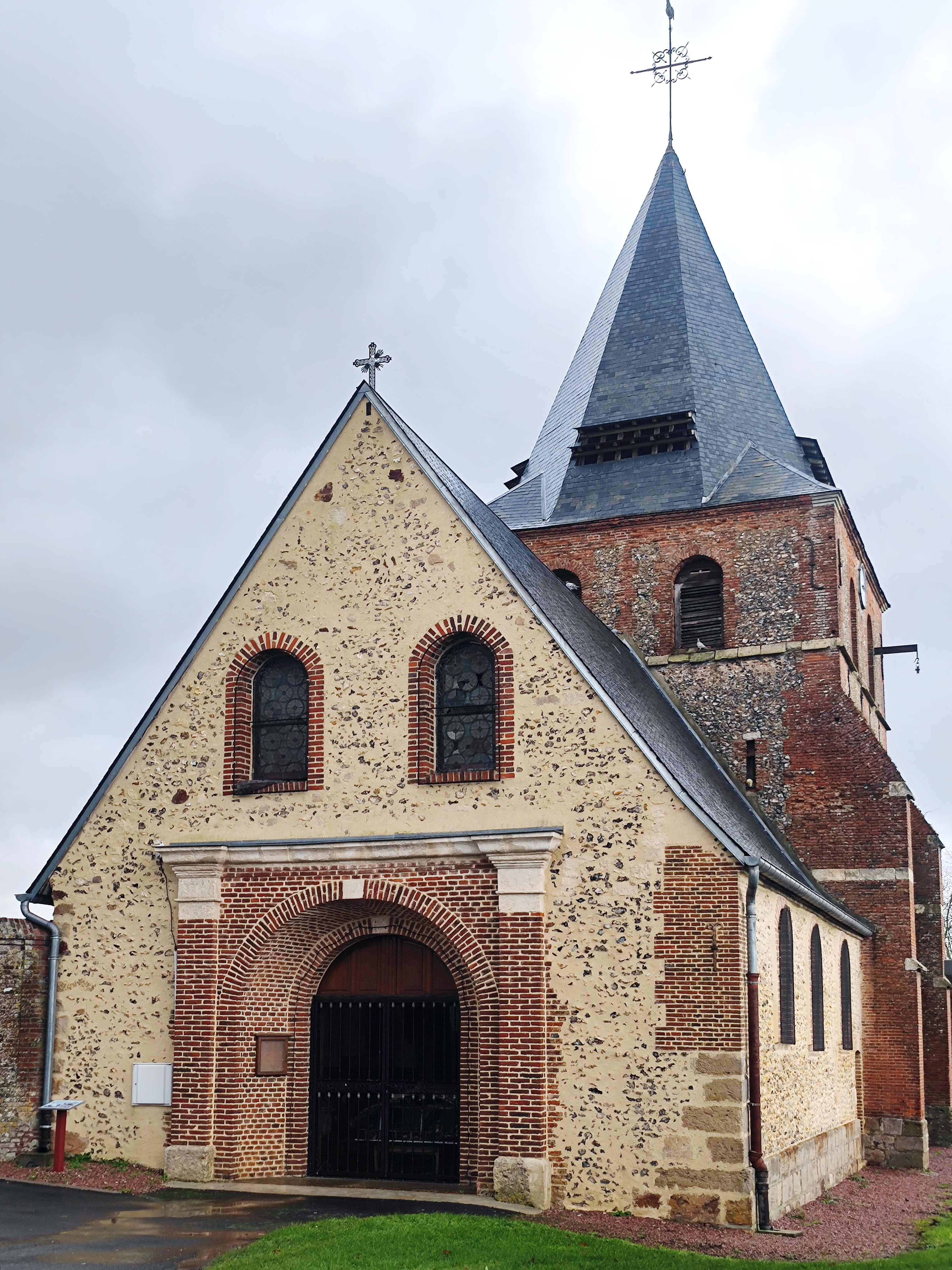
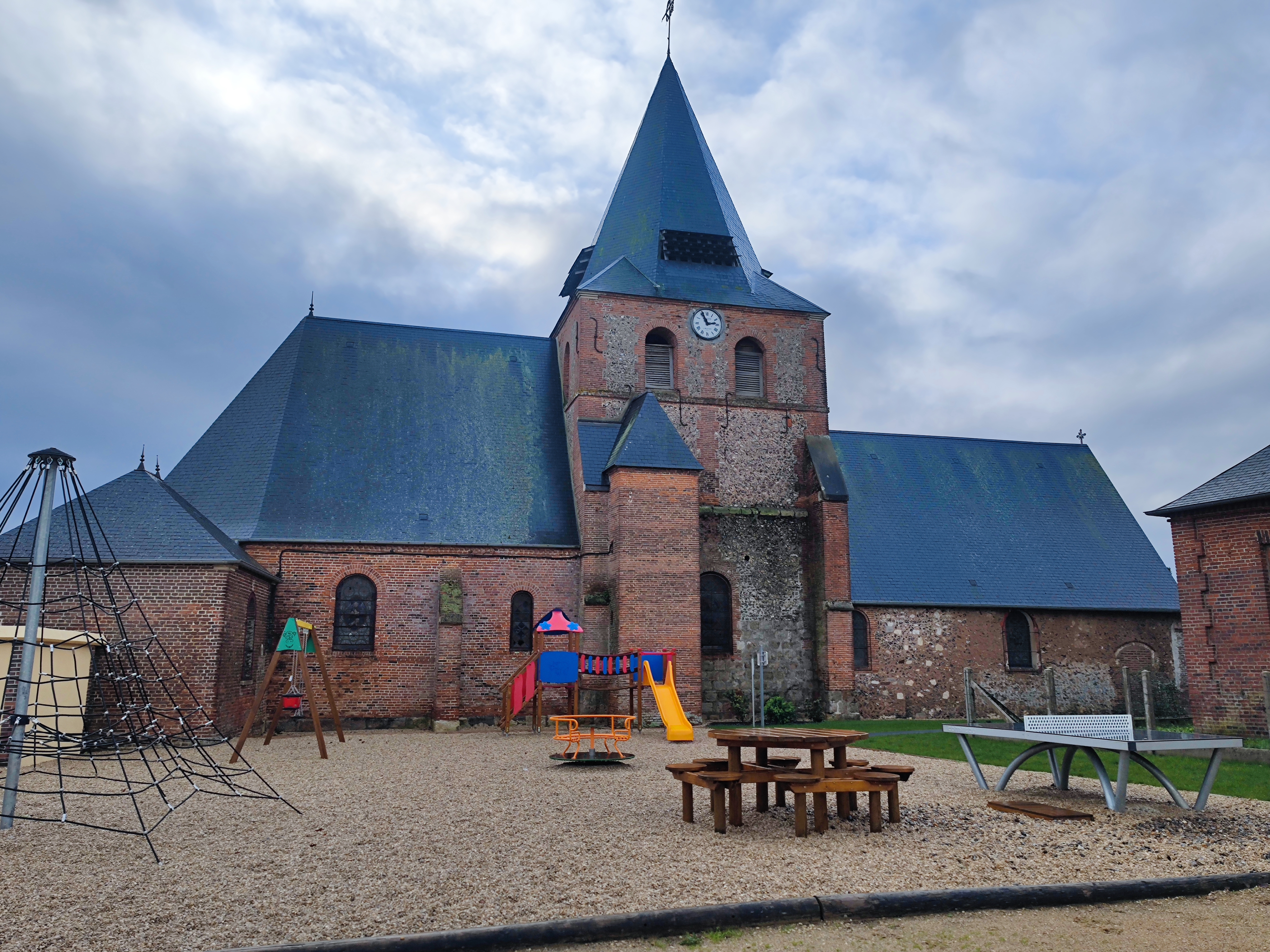
Façade nord et aire de jeux Olivier Dassault
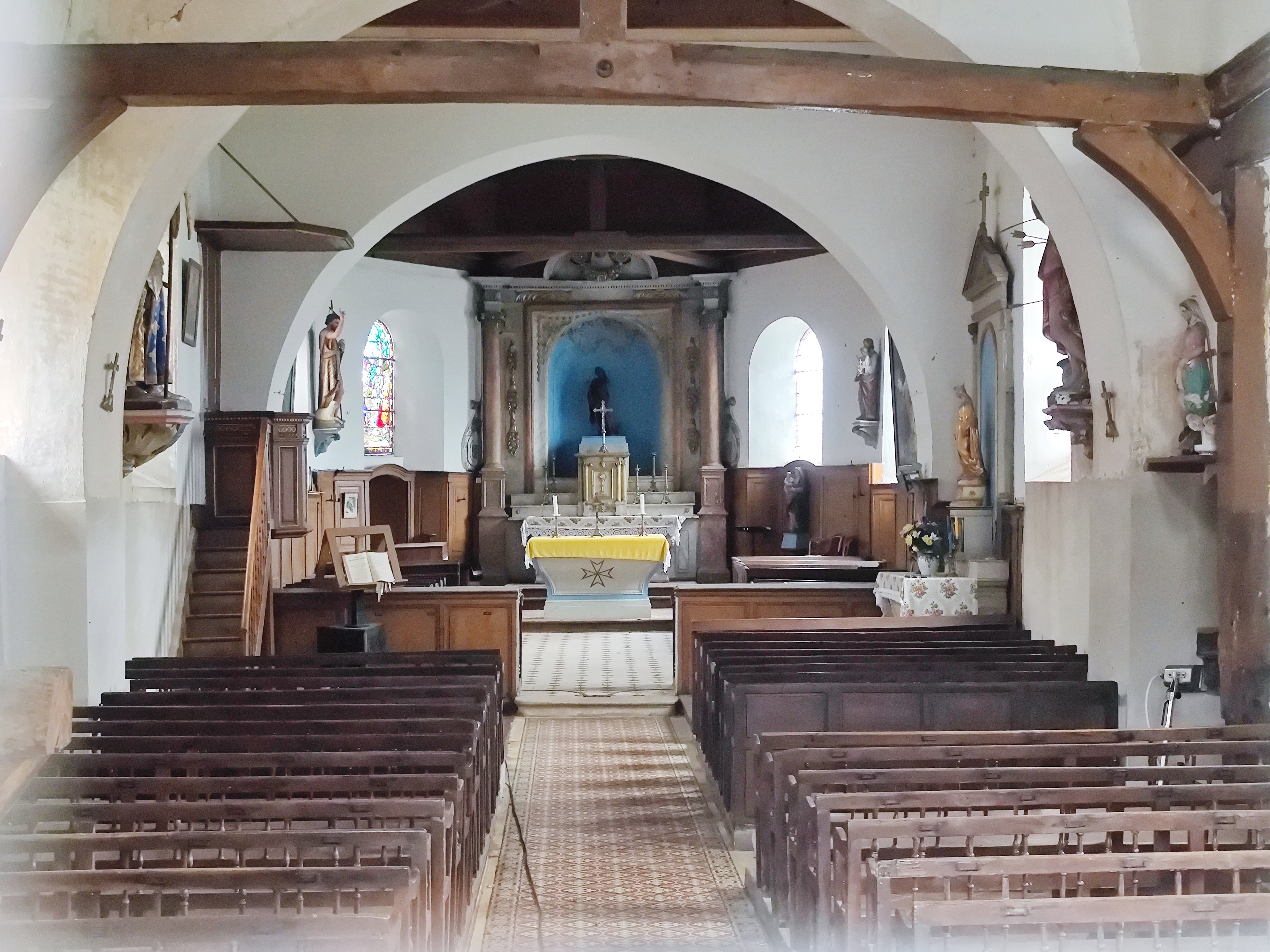

- Château de Fontaine-Lavaganne[49], du XIVe siècle, construit en pierre et silex (propriété privée). C'est l'un des rares exemples subsistants de forteresses médiévales subsistantes dans le nord-ouest de l'Oise et il est constitué d'une enceinte circulaire flanquée de tours, protégée côté plateau par de profonds fossés dominés par un donjon roman rectangulaire, à cheval sur l'enceinte.
Louis Graves indiquait en 1832 que « le château de Fontaine subsiste encore presqu'entier. C'est une construction élevée, très-solide en silex et grès, avec des meurtrières et deux tours à machicoulis ; une autre tour dite de Ganelon remarquable par son épaisseur, et plus ancienne que les bâtimens actuels, a été démolie dans ces dernières années [vers 1830] ; il reste quelques-unes des très-petites croisées du premier tems ; on a percé des ouvertures modernes dans les murs qui n'ont pas moins de sept pieds d'épaisseur. Une partie des fossés de la place, garnie d'une contrescarpe muraillée, subsiste encore. L'édifice, qui est fort élevé, s'aperçoit de loin au milieu des bois dont il est entouré[1] ».
De nos jours, le château est constitué de deux corps de bâtiment en équerre le joignent à deux tours, l'une ronde à poivrière, l'autre quadrangulaire à machicoulis, qui semble dater du XIVe siècle[50]

Le château de Fontaine-Lavaganne
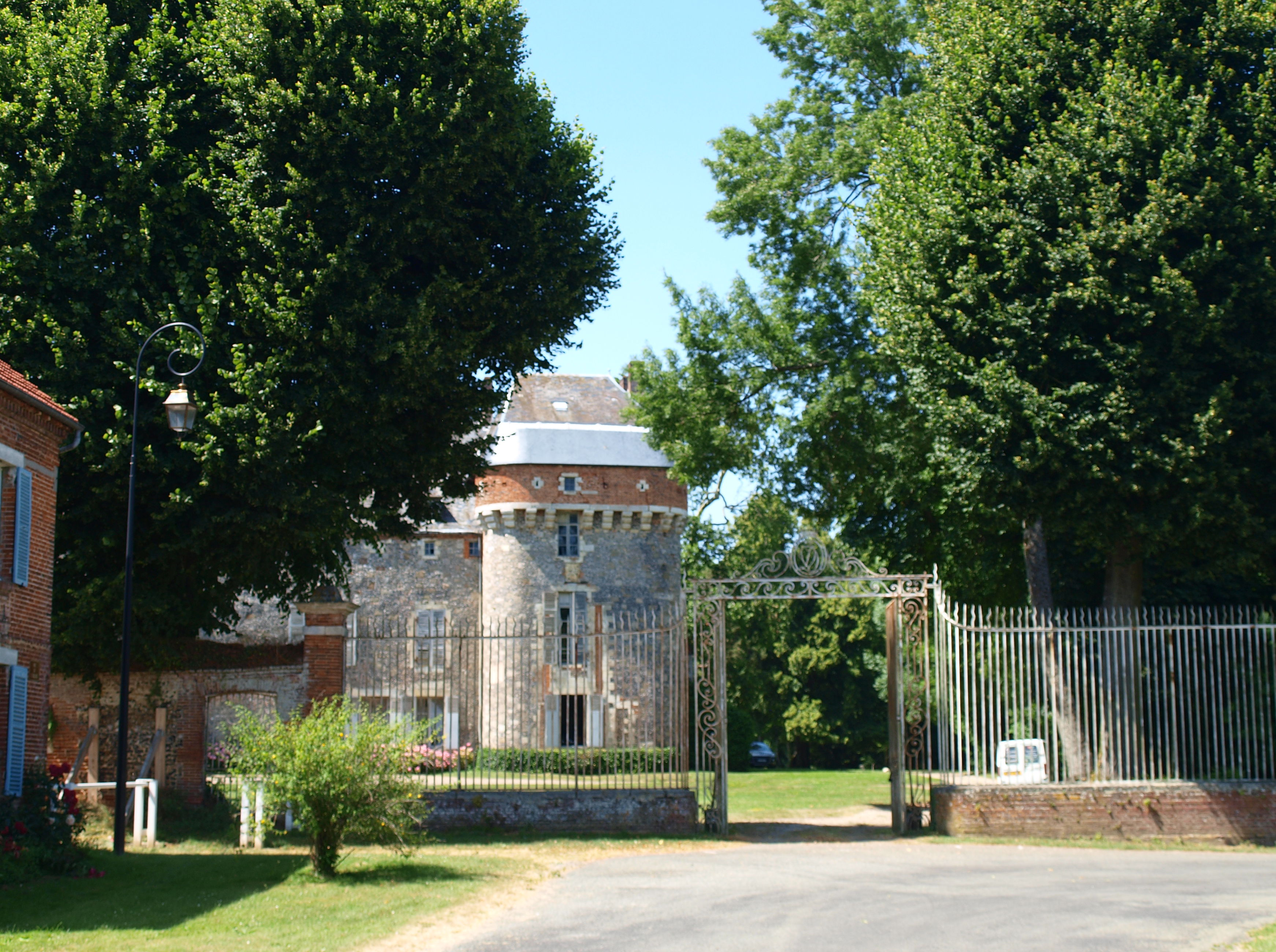
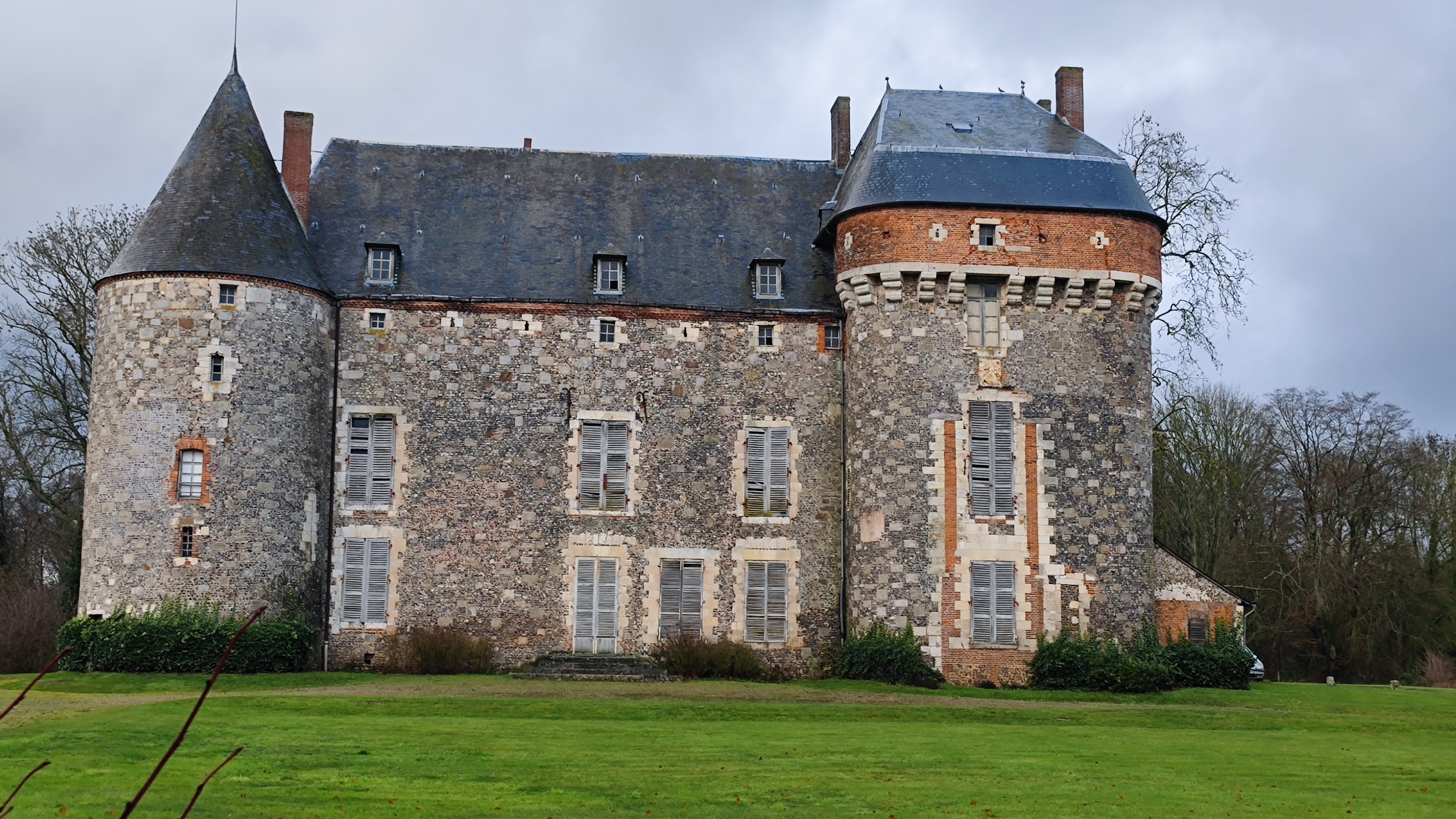
Façade principale
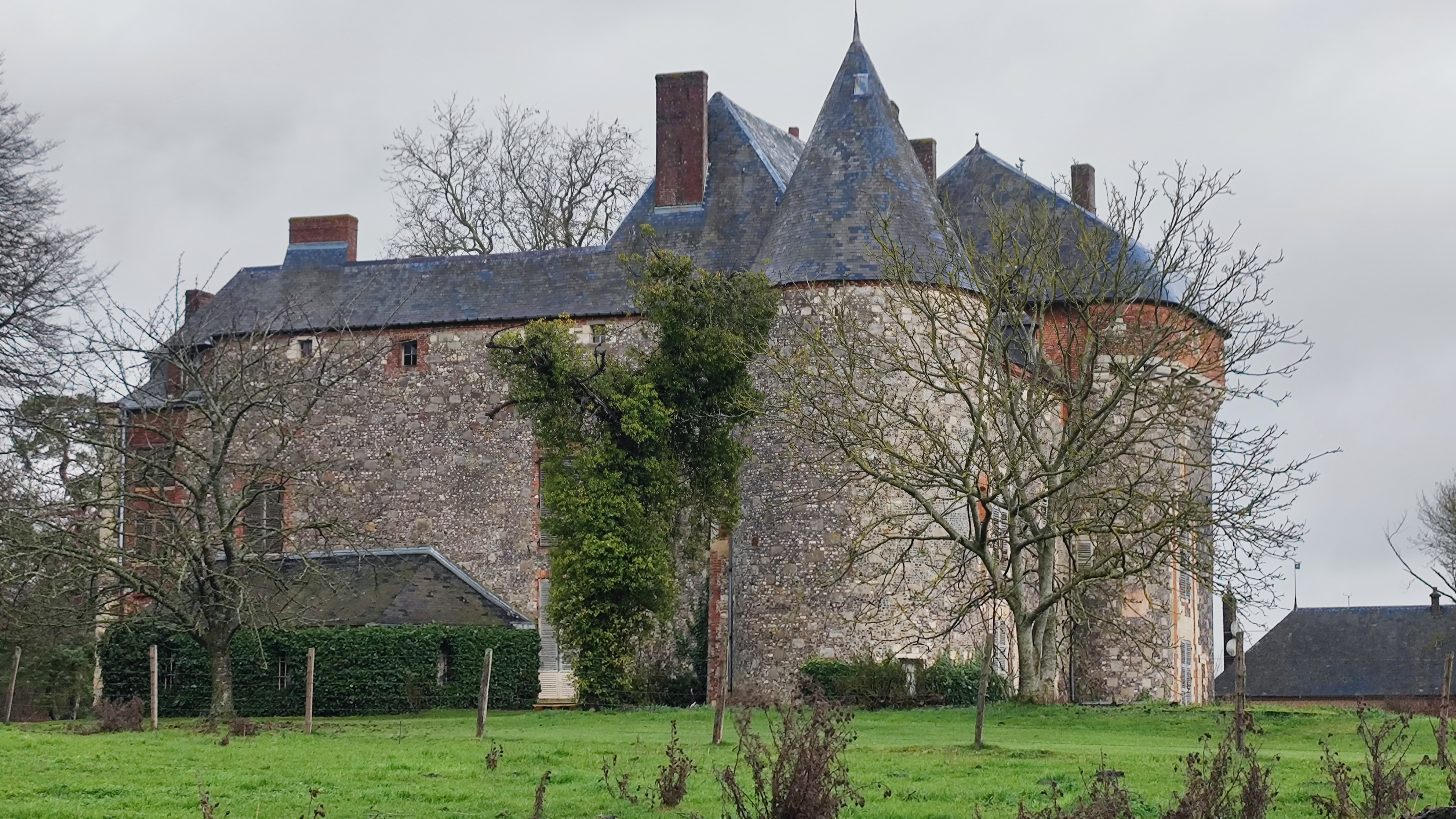
Vue de l'ouest
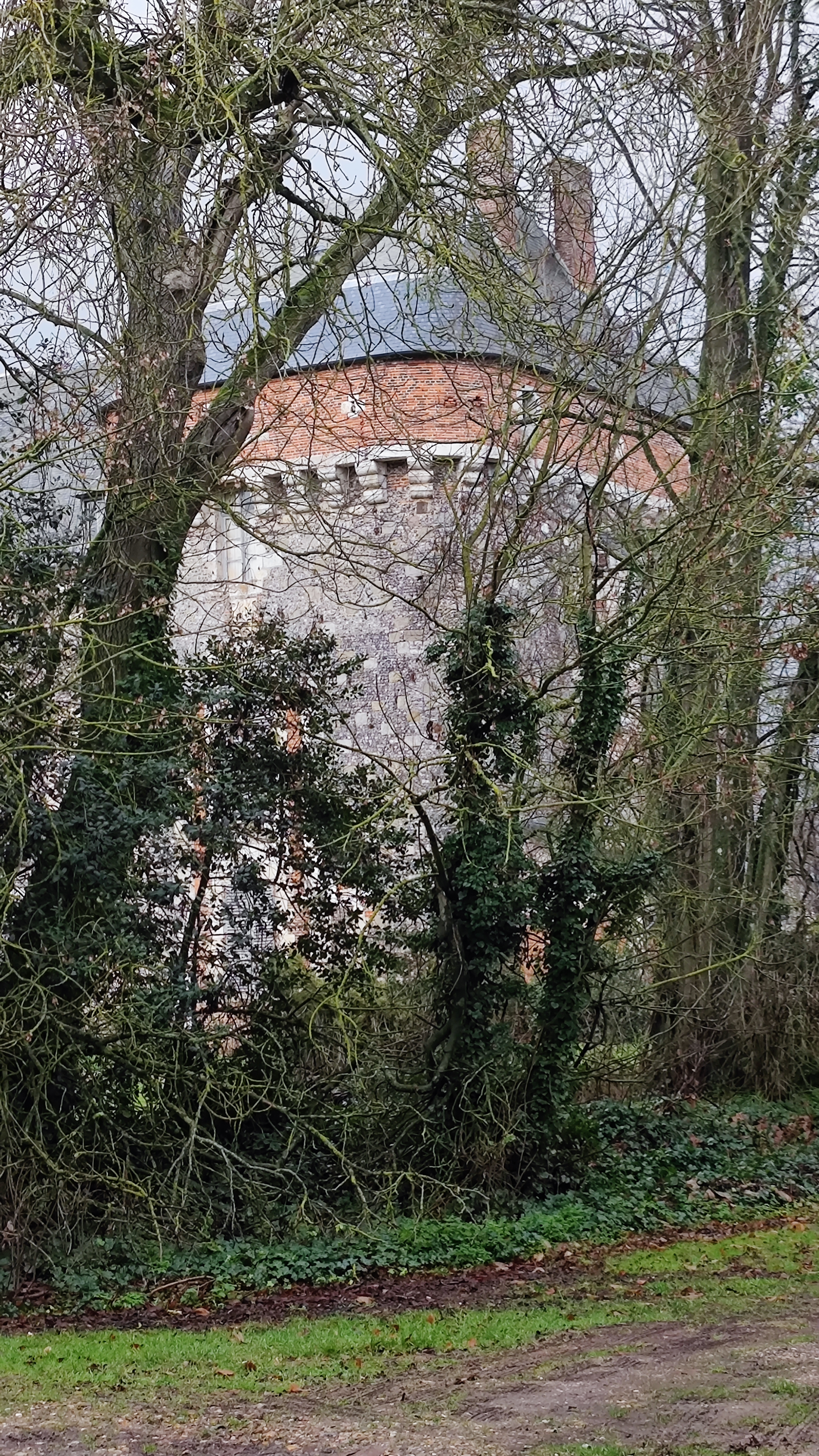
Vue de l'est.
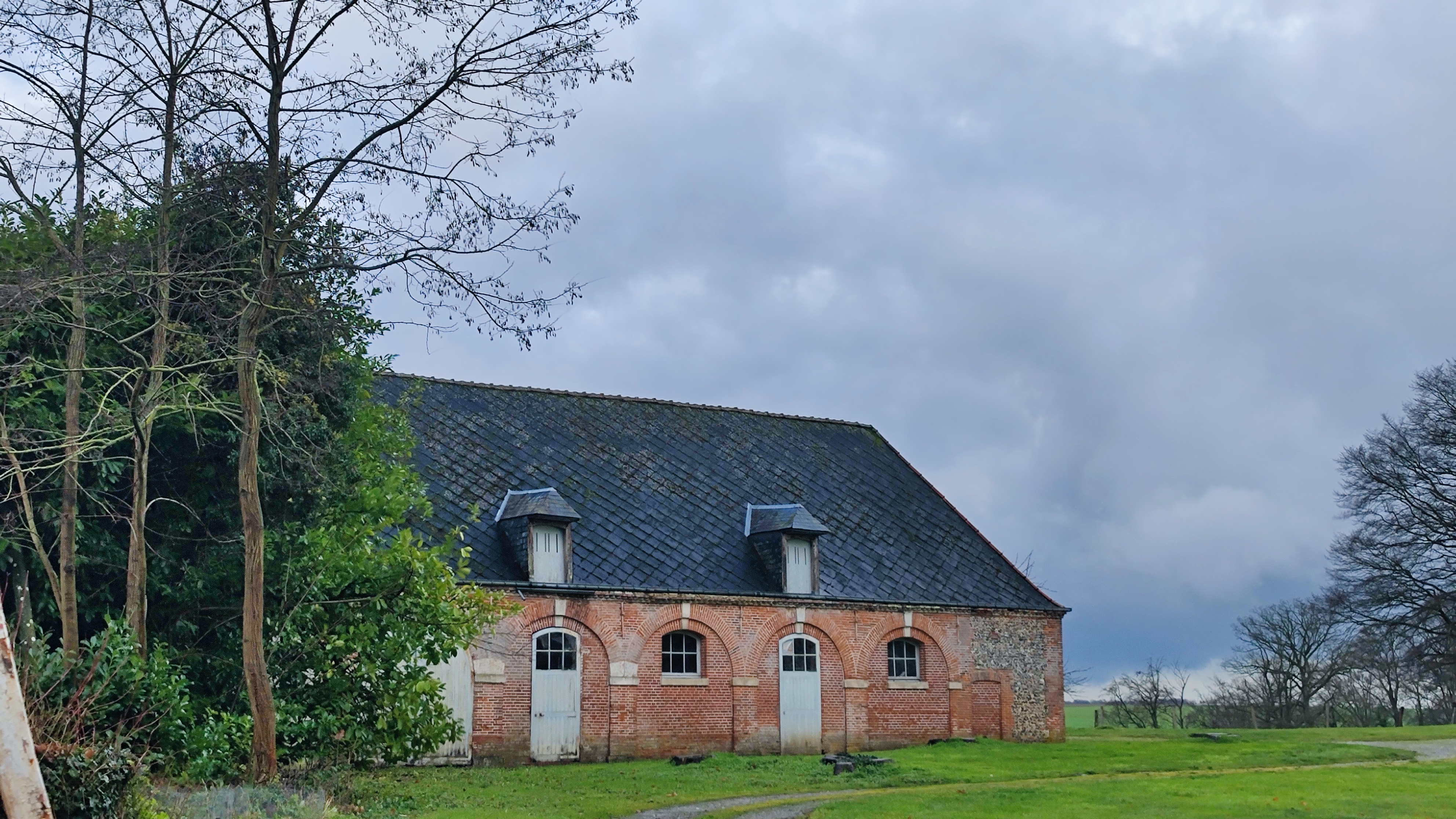
Les communs du château.

- Chapelle Notre-Dame-du-Bon-Secours (dans le cimetière), qui a été détruite en grande partie en 1980 et où ne subsistent que les sépultures des châtelains[23].  .
- Le Repos, maison de maître utilisée avant 1925 par ses propriétaires protestants comme colonie de vacances pour les enfants de différentes paroisses notamment de Paris. Un de ses bâtiments y a été aménagé comme un temple de la religion réformée par Mme Dallencourt[23].
- Le sentier de randonnée « Les Terres Blanches » (14,5 km), aménagé par l'intercommunalité et inscrit au plan départemental des itinéraires de promenade et de randonnée, passe par Marseille-en-Beauvaisis, Roy-Boissy, Thérines, Saint-Maur et Fontaine-Lavaganne[51].

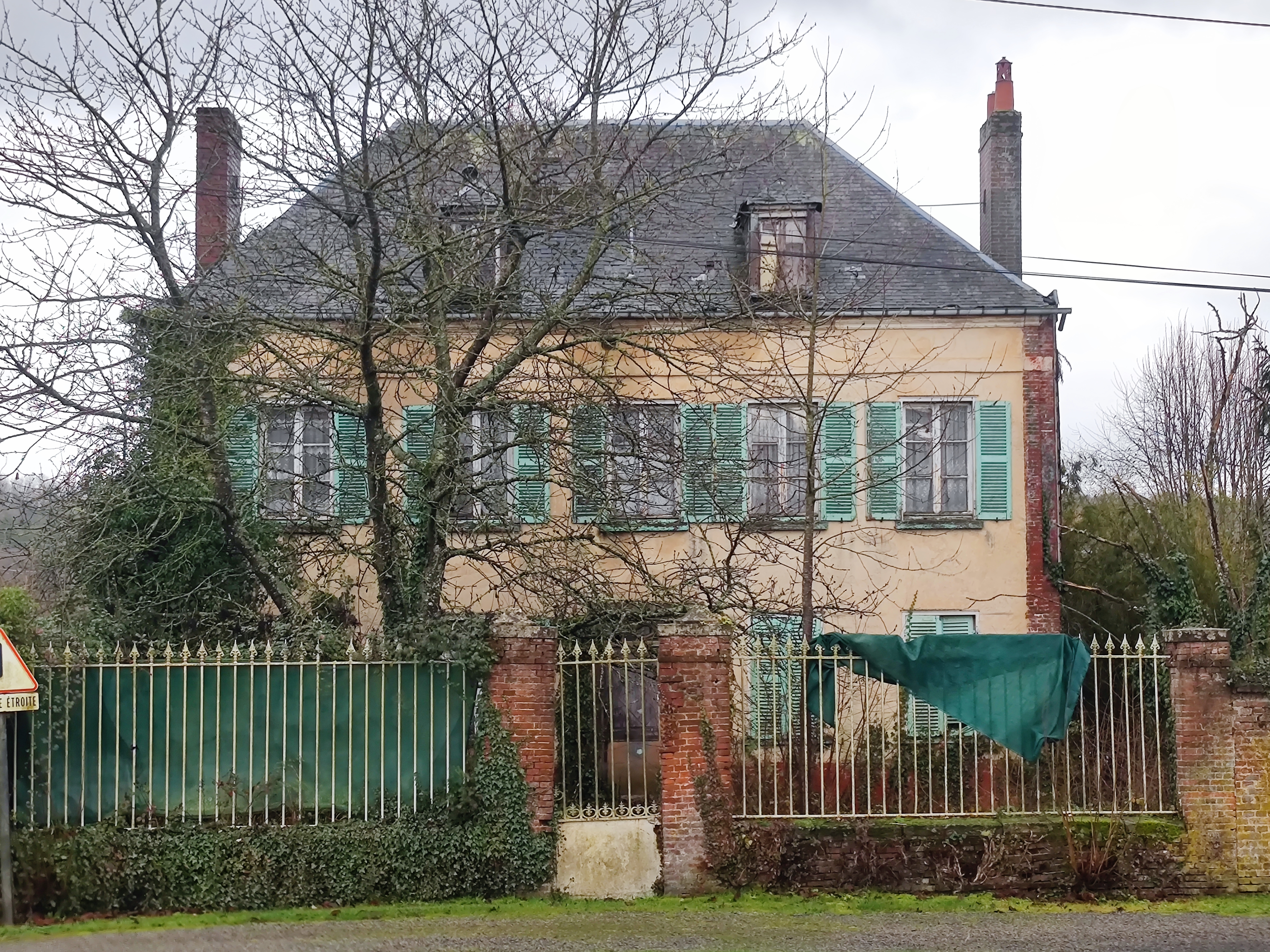
Maison Le Repos
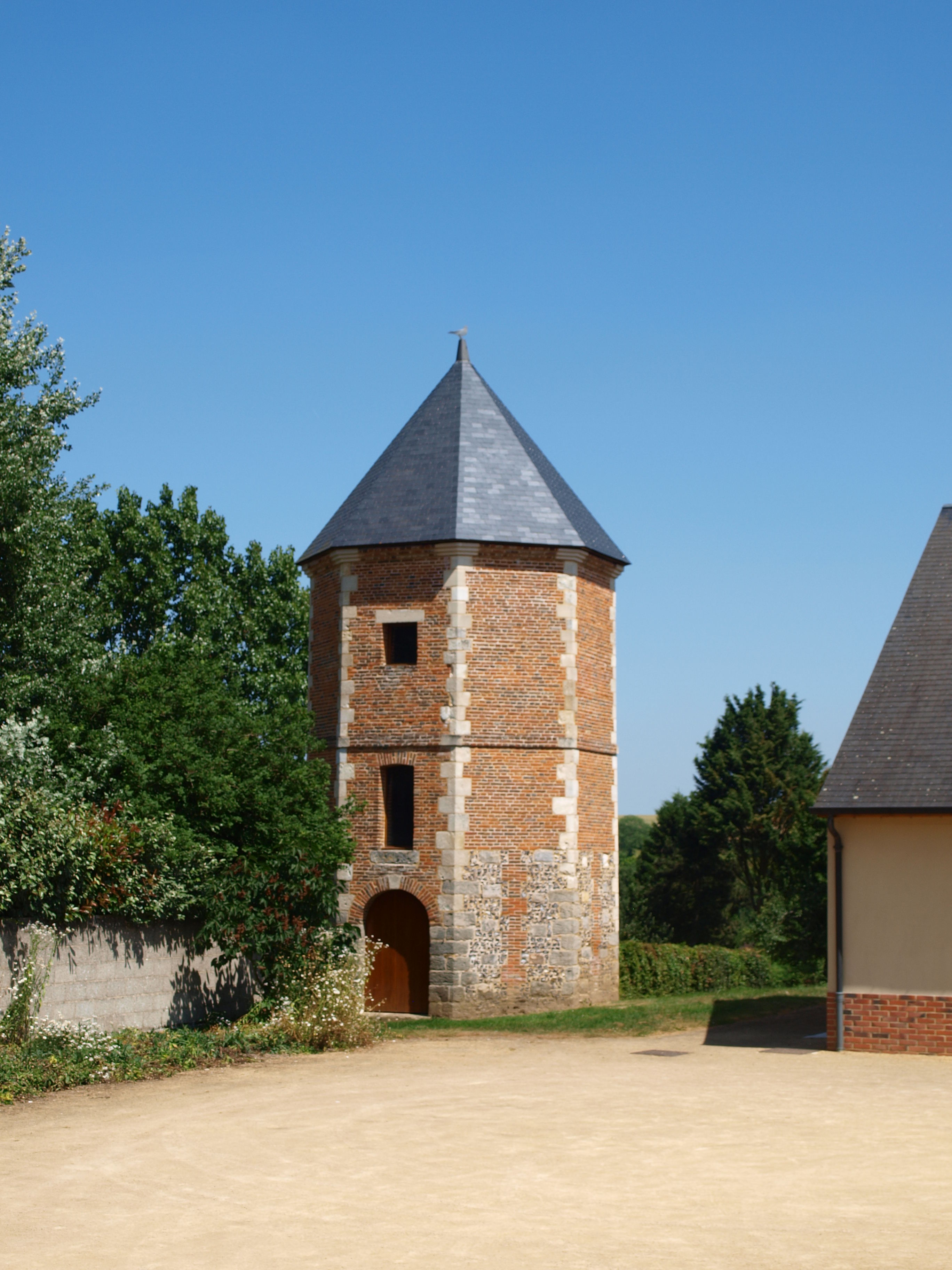
Pigeonnier
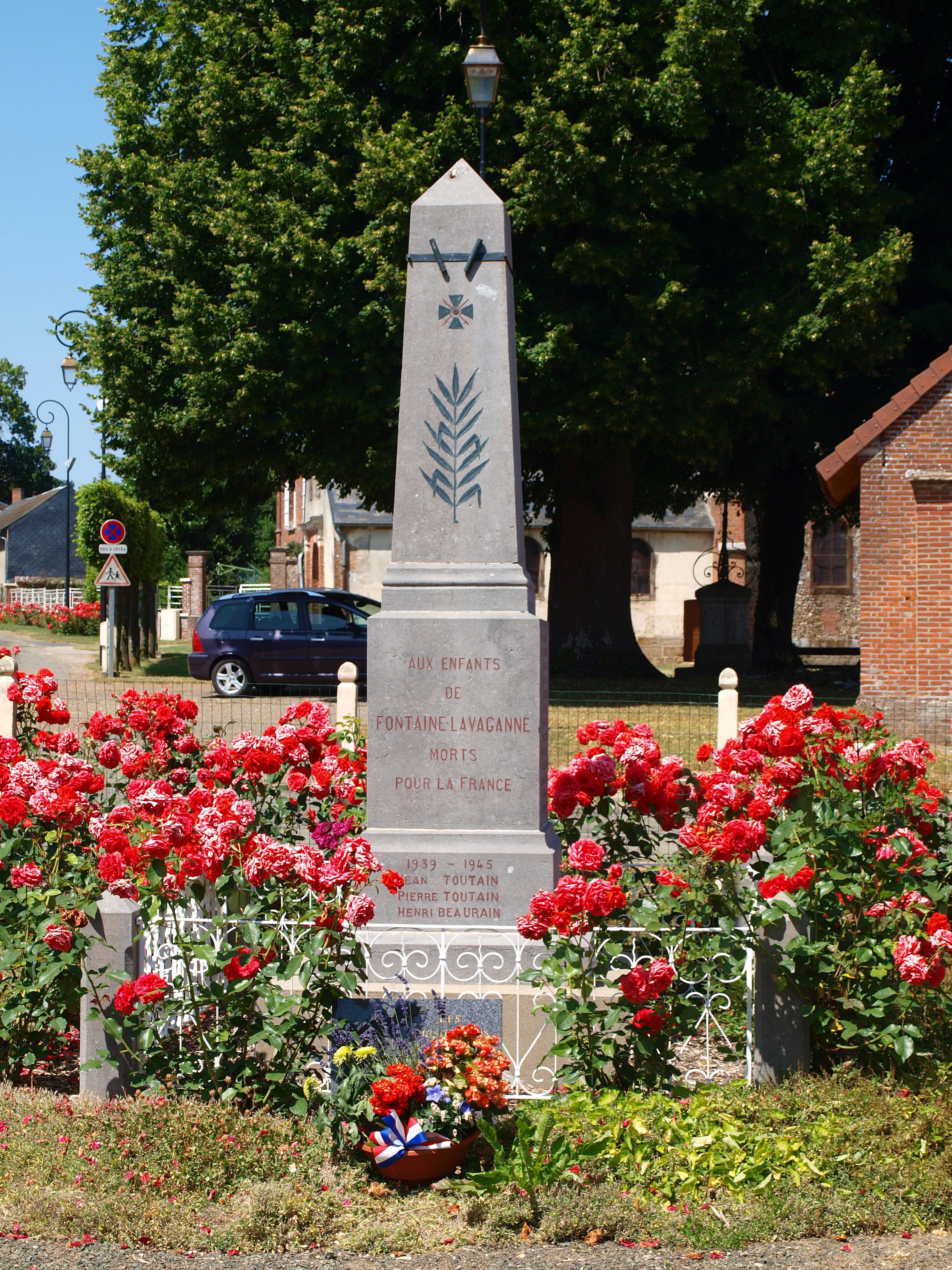
Le monument aux morts

### Personnalités liées à la commune
- Anne de Pisseleu (1508-1580), future duchesse d'Étampes et favorite de François Ier, nait au château de Fontaine-Lavaganne.
- Georges Toutain (1933- ), ingénieur agronome français (qui se définit lui-même comme agro-écologiste), militant contre les pesticides, président d'honneur du Mouvement pour les droits et le respect des générations futures (MDRGF), nommé depuis 2008, Générations Futures. Il a exploité à Fontaine-Lavaganne un pré-verger en privilégiant la biodiversité.